# Armut

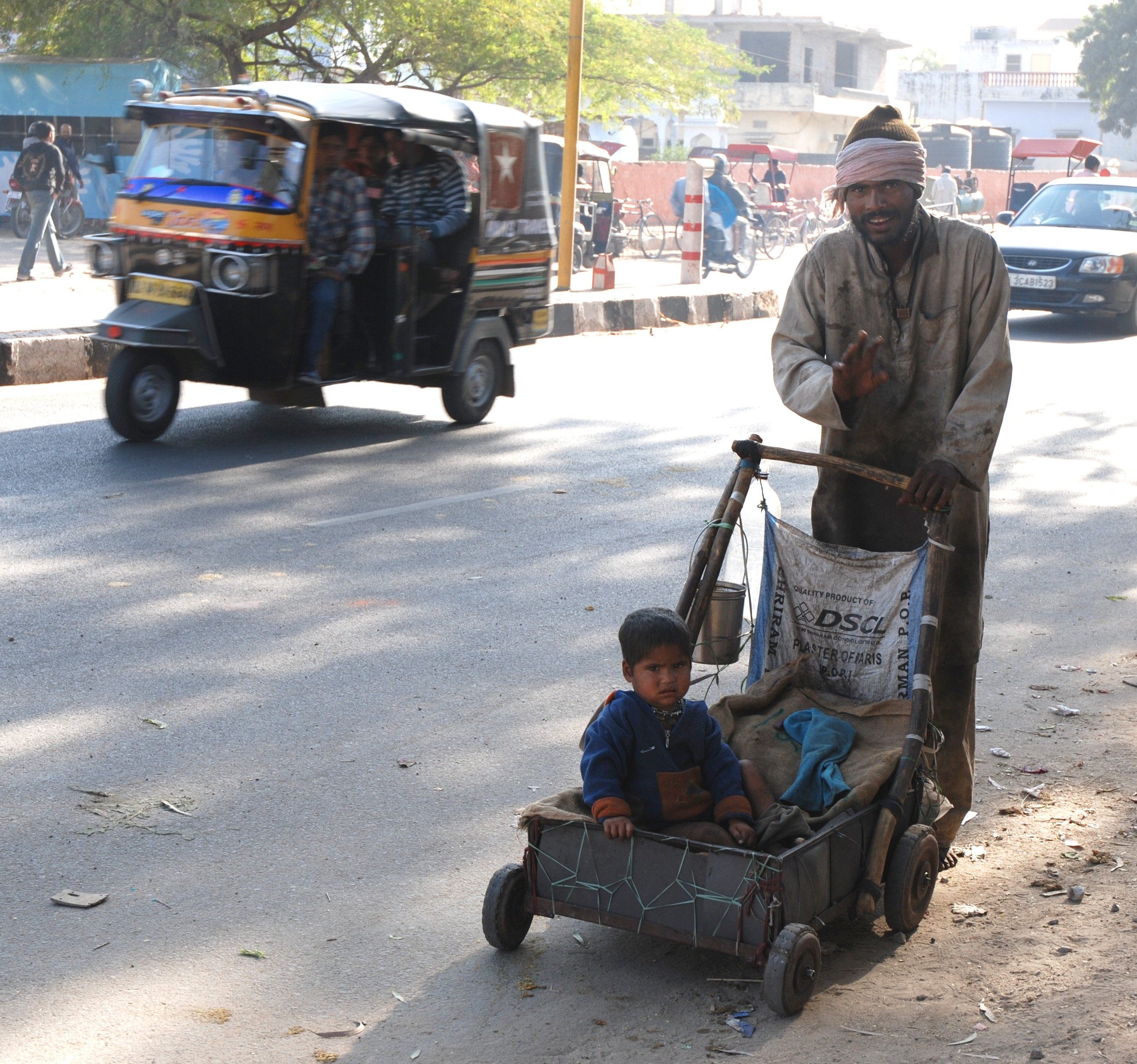
Bettler mit Kind am Straßenrand (Indien)

Armut bezeichnet im materiellen Sinn (als Gegenbegriff zu Reichtum) in der Wirtschaftspolitik und Wirtschaftswissenschaft primär die mangelnde Befriedigung der Grundbedürfnisse (vor allem nach Nahrung, Trinkwasser, Kleidung, Wohnung, Gesundheit). Der Geldmangel ist hingegen nicht zwangsläufig mit Armut gleichzusetzen, sofern Subsistenzstrategien vorhanden sind, mit denen die Bedürfnisse anderweitig gedeckt werden können. Stärker auf den Mangel an finanziellen Mitteln bezogen ist der bisweilen synonym verwendete Begriff der Mittellosigkeit.
Im weiteren und übertragenen Sinn bezeichnet Armut jeglichen Mangel. Der konkrete Inhalt des Begriffes variiert dabei je nach historischem, kulturellem oder soziologischem Kontext und basiert teilweise auf subjektiven und zum Teil emotionalen oder kulturell geprägten Wertvorstellungen.

## Etymologie
Die Herkunft des zugrundeliegenden Adjektivs arm ist zwar umstritten, wird aber mehrheitlich auf die germanische Wurzel *arҍma- zurückgeführt, das „vereinsamt, verwaist, verlassen“ bedeutet und mit griech. erḗmos (ἐρῆμος) „einsam“ in Verbindung gebracht wird. Eine veraltete Bezeichnung für „sehr große Armut“ ist Mendizität (von lat. mendīcitās).

## Definitionsansätze

Maslowsche Bedürfnispyramide

Als ein Ansatz zur Definition dient die Maslowsche Bedürfnispyramide. Der Mensch versucht demnach, zuerst die Bedürfnisse der niedrigen Stufen zu befriedigen, bevor die nächsten Stufen Bedeutung erlangen. Wer in einem „niedrigen“ Bedürfnis frustriert wurde, das heißt, es nicht befriedigen konnte, für den wird dieses Bedürfnis übermäßig wichtig werden. Wer zum Beispiel in absoluter Armut lebt und hungrig ist, für den wird das Essen die allergrößte Priorität haben. Alle anderen Bedürfnisse werden in den Hintergrund treten, und sein ganzes Streben wird zwangsläufig darauf ausgerichtet sein, genug zu essen für sein Überleben zu haben. Existentielle Bedrohungen und Defizite (Mangelzustände) bei den essentiellen Bedürfnissen („Defizitbedürfnisse“) prägen – wenn sie lange genug andauern – die ganze Weltsicht. Für einen Menschen, der hungrig ist, wird das Paradies ein Ort sein, wo es immer genug zu essen gibt. Ein Mensch, der in großer Armut aufgewachsen ist, wird sich bereits glücklich schätzen, wenn er nur genug zu essen hat. Für einen Menschen hingegen, der Hunger nie gekannt hat, wird Nahrung keine besondere Bedeutung besitzen. Die Tatsache, dass er genug zu essen hat, erscheint ihm selbstverständlich und wird ihn nicht glücklich machen. Maslows Modell wurde u. a. von Ronald Inglehart weiterentwickelt.
In den modernen Industriestaaten wird Armut häufig ausschließlich quantitativ auf Wohlstand und Lebensstandard bezogen, obwohl sie sich tatsächlich nicht auf das Fehlen materieller Güter reduzieren lässt. Das Verständnis von Armut unterscheidet sich in verschiedenen Gesellschaften. So bezeichnen sich beispielsweise Angehörige indigener Gemeinschaften erst dann als arm, wenn sie mit der enormen Vielfalt moderner Wirtschaftsgüter konfrontiert werden. Prinzipiell ist Armut ein soziales Phänomen, das als Zustand gravierender sozialer Benachteiligung verstanden wird. Die damit verbundene „Mangelversorgung mit materiellen Gütern und Dienstleistungen“ wird jedoch äußerst unterschiedlich beurteilt. Ein Maßstab für Armut ist typischerweise das Haushaltseinkommen, obgleich häufig damit die mangelnde Ausstattung mit wirtschaftlichen Ressourcen gemeint ist. Auch dies führt dazu, dass Selbstversorger – auch wenn sie materiell und sozial keinen Mangel leiden – zwangsläufig zu den Armen gerechnet werden. Zur Abgrenzung sollte man hier konkreter von „wirtschaftlicher Armut“ sprechen. Armut und Reichtum sind Gegenpole. Die im Folgenden beschriebenen Definitionen stehen ausnahmslos vor dem Hintergrund wirtschaftlicher Armut nach westlichem Verständnis.

## Absolute und relative Armut
Zu wirtschaftlicher Armut im engeren Sinne gibt es zwei grundsätzlich verschiedene Festlegungen und entsprechend unterschiedliche Definitionen einer Armutsgrenze. Zum einen gibt es die absolute Armut, bei der ein bestimmter Grenzwert für das Pro-Kopf-Einkommen oder verfügbare Einkommen festgelegt wird. Das sind beispielsweise 1,25 Dollar pro Person täglich (gemessen in Kaufkraftparität zum Basisjahr 2005), laut der Weltbank 1,90 PPP-US-Dollar im Jahr 2015. bzw. 2,15 PPP-US-Dollar im Jahr 2022. Zum anderen die relative Armut, bei der ein Einkommen deutlich unter dem Durchschnitts- oder Medianeinkommen. eines Landes oder Staates liegt. Die erste Form ist heute in Industriestaaten seltener, dominiert aber die Situation in Schwellen- und Entwicklungsländern. In diesen kann es im Extremfall vorkommen, dass eine Person zwar absolut, nicht aber relativ arm ist. Die zweite Form betrifft definitionsbedingt in praktisch jedem Staat einen Teil der Bevölkerung. Sowohl absolute als auch relative Armutsgrenzen sind nicht ohne normative Vorgaben zu bestimmen. Weder die Wahl eines bestimmten Prozentsatzes vom Durchschnittseinkommen zur Bestimmung relativer Armut noch die Bestimmung eines Warenkorbes sind wertfrei begründbar. In den EU-Mitgliedstaaten liegt die relative Armut beispielsweise bei 60 % des medianen Äquivalenzeinkommens.

### Absolute Armut

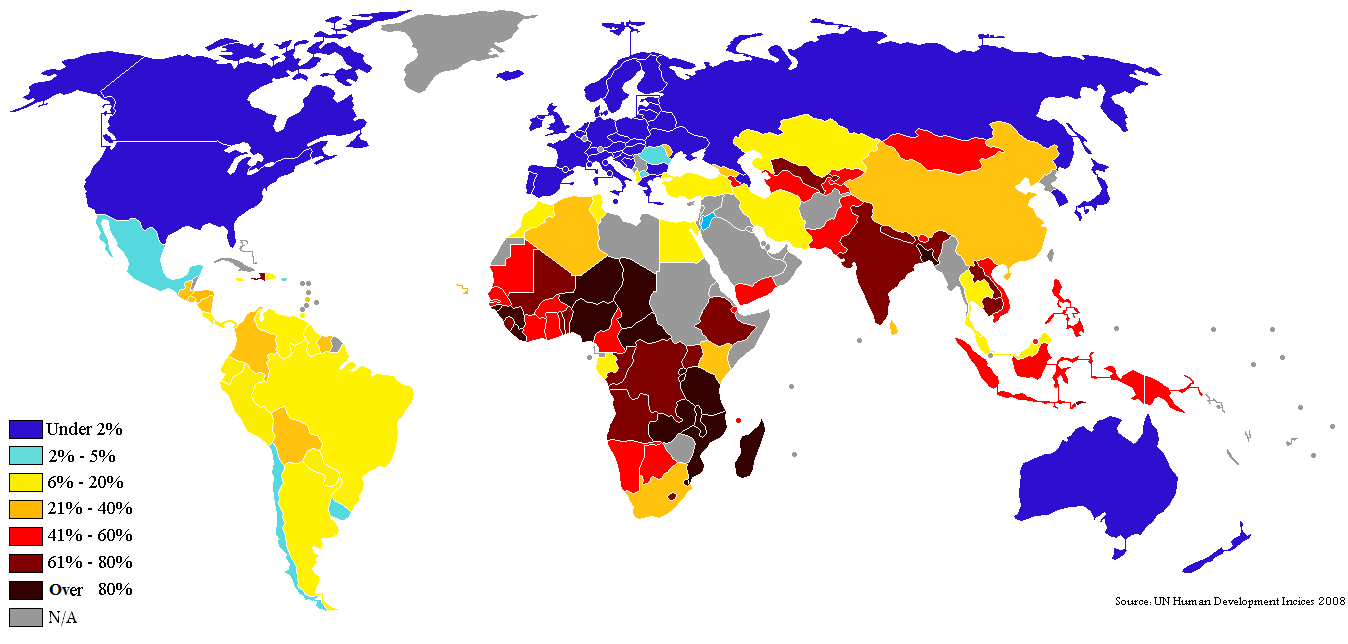
Anteil der Bevölkerung in absoluter Armut (2008)

Um einen Überblick über die Probleme der Entwicklungsländer zu ermöglichen, hat der ehemalige Präsident der Weltbank, Robert McNamara, den Begriff der absoluten Armut eingeführt. Er definierte absolute Armut wie folgt:

„Armut auf absolutem Niveau ist Leben am äußersten Rand der Existenz. Die absolut Armen sind Menschen, die unter schlimmen Entbehrungen und in einem Zustand von Verwahrlosung und Entwürdigung ums Überleben kämpfen, der unsere durch intellektuelle Phantasie und privilegierte Verhältnisse geprägte Vorstellungskraft übersteigt.“

Absolute Armut liegt zudem vor, wenn das Existenzminimum einer Person unterschritten wird und ein Mangelzustand auftritt, der das Überleben gefährdet (Grundbedürfnisse auf Nahrung, Kleidung, Wohnung sind nicht mehr gesichert).
Die absolute Armutsgrenze ist bestimmt als Einkommens- oder Ausgabenniveau, unter dem sich die Menschen eine erforderliche Ernährung und lebenswichtige Bedarfsartikel des täglichen Lebens nicht mehr
leisten können. Betteln und Hunger(-tod) gehen somit unmittelbar mit dem Begriff der absoluten Armut einher.
Indikatoren der absoluten Armut nach der International Development Association (IDA)
- Pro-Kopf-Einkommen (PKE) < 150 US-Dollar/Jahr,
- Kalorienaufnahme je nach Land < 2160–2670/Tag,
- Durchschnittliche Lebenserwartung < 55 Jahren,
- Kindersterblichkeit > 33/1000,
- Geburtenrate > 25/1000.

### Relative Armut
Von relativer Armut wird gesprochen, wenn entweder Ressourcen zu gering sind oder fehlen (Einkommensarmut) oder Unterversorgung in mehreren Lebensbereichen gegeben ist, so dass die durchschnittliche Lebensqualität nicht mehr erreicht wird.
Der Begriff der relativen Armut bedeutet Armut im Vergleich zum jeweiligen sozialen (auch staatlichen, sozialgeographischen) Umfeld eines Menschen. In diesem Zusammenhang bezieht sich relative Armut auf verschiedene statistische Maßzahlen für eine Gesellschaft (zum Beispiel auf den Median des gewichteten Nettoäquivalenzeinkommens). Relative Armut macht sich auch durch eine sozio-kulturelle Verarmung bemerkbar, womit eine fehlende Teilhabe an bestimmten sozialen Aktivitäten als Folge des finanziellen Mangels gemeint ist (wie z. B. Besuch von Theater, Kino oder Schwimmbad, Klassenfahrten).

### Verdeckte Armut
Es gibt verschiedene Maßnahmen, insbesondere in den westlichen Industrienationen, mit denen versucht wird, die Konsequenzen der Armut abzumildern. Dazu zählen im Feld der Sozialpolitik neben der Bekämpfung durch Sozialleistungen, die kompensatorische Erziehung und die Einrichtung von Suppenküchen, Tafeln, Kleiderkammern und Notunterkünften. Allerdings gibt es eine unbekannte Zahl von Personen, die einen Anspruch auf eine Grundsicherungsleistung hätten, diesen aber nicht geltend machen wollen (aus Scham) oder können (z. B. wegen fehlender Ausweispapiere usw.).

## Kritik
Der Begriff von Armut und die entsprechenden Statistiken werden verschiedentlich kritisiert. So wird angemerkt, dass die unterschiedlichen Lebensverhältnisse in einer Gesellschaft oder innerhalb eines Landes unberücksichtigt bleiben und ein durchschnittlicher Warenkorb als Maßstab verwendet wird.

### Methodische und politische Kritik
Es wird diskutiert, dass den Armutsberichten ein Herrschaftsverhältnis eingeschrieben ist, da von den verfassten Armutsstatistiken oftmals abhängt, wer Zugang zu Wohlfahrtshilfen erhält und wer nicht. Wo die Armutsgrenze verläuft und wie viele Menschen unterhalb dieser Grenzziehung verortet werden, sei auch eine politische Frage. Weiter wird die Validität der Daten, mit denen Armut berechnet wird, kritisch hinterfragt. Je differenzierter und komplexer die Indizes gestaltet werden, desto anspruchsvoller sind die Methoden. Zudem, so ein weiterer Kritikpunkt, können die Pro-Kopf-Zahlen nicht die Verhältnisse abbilden, in denen die Einzelnen tatsächlich leben. In diesen Zahlen käme nicht zum Ausdruck, dass es eine unterschiedliche Zuteilung von Nahrungsmitteln im Familienverband oder auch ungleichen Zugang zu Bildungschancen für Mädchen und Jungen gibt.

### Globalisierter Eurozentrismus

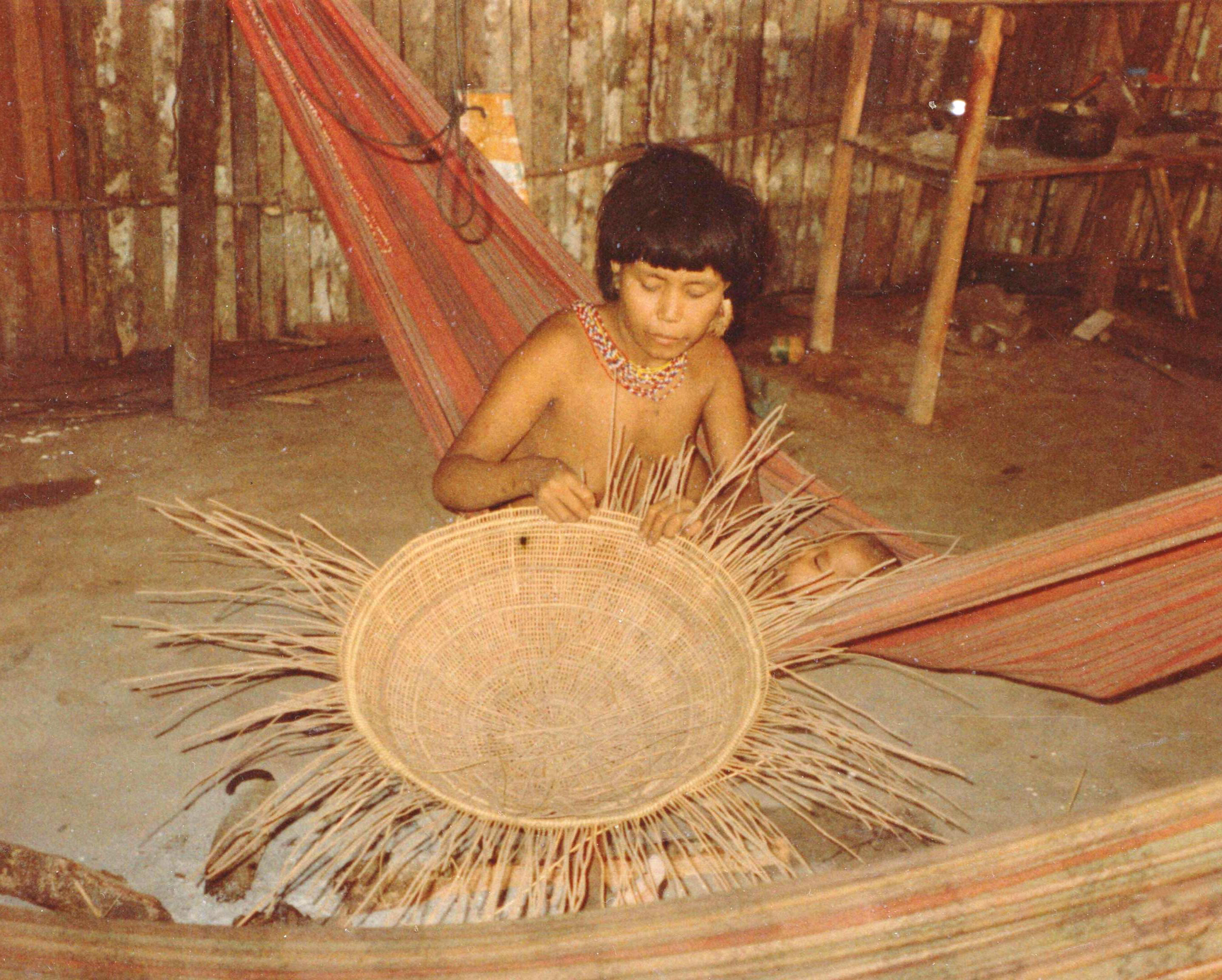
Das Kriterium Armut ist in manchen Gemeinschaften für die soziale Selbsteinschätzung nicht wesentlich: Yanomami-Frau beim Korbflechten.

Die meisten Naturvölker dürfen vor ihrem Kontakt mit der westlichen Welt nicht pauschal als arm bezeichnet werden. Ihre traditionellen Wirtschaftsformen versorgten sie mit allen Gütern, die zum Leben notwendig sind. Zahlreiche Berichte von Reisenden der Kolonialzeit beschreiben, dass die Menschen keinen Mangel litten, sondern im Gegenteil im Überfluss lebten. Da den meisten dieser Menschen materielle Güter wenig bedeuteten, waren sie demnach auch nicht arm zu nennen. Die heute übliche eurozentrische Definition von Armut in Verbindung mit dem enormen materiellen Wohlstand der Industriestaaten führe jedoch zu einer verzerrten Vorstellung: „Ureinwohner“ gälten als ärmlich, elend und chronisch unterernährt, weil sie keine materiellen Güter und keine technologischen Einrichtungen hätten. Die indische Wissenschaftlerin und soziale Aktivistin Vandana Shiva schrieb dazu:

„Menschen, die Hirse verzehren – anstatt kommerziell produziertes und in Umlauf gebrachtes industrielles Junkfood zu essen –, werden als arm bezeichnet. Vermarktet wird dieser Junkfood durch das globale Agrobusiness. […] Menschen werden als arm erachtet, nur weil sie in Häusern wohnen, die sie selbst gebaut haben. Das Material, das sie hierzu verwenden, ist natürlich und ahmt die Natur nach – Bambus, Lehm anstatt Zement. Menschen werden als arm erachtet, weil sie handgefertigte Kleider aus natürlichen Materialien und keine Synthetiktextilien tragen. Subsistenz – als kulturell definierte Armut – ist nicht gleichbedeutend mit geringer Lebensqualität, ganz im Gegenteil, die Subsistenzlandwirtschaft hilft dem Haushalt der Natur und leistet einen Beitrag zum sozialen Wirtschaften. Auf diese Weise gewährleistet sie hohe Lebensqualität (…) sie gewährleistet eine nachhaltige Existenz, sie gewährleistet eine robuste soziale und kulturelle Identität und Lebenssinn.“

Zudem hat sowohl die Entwicklungspolitik der zweiten Hälfte des 20. Jahrhunderts, als auch die aktuelle wirtschaftliche Globalisierung das ökonomische Tun traditioneller Subsistenzwirtschaften prinzipiell als „Armut“ deklariert. Damit wird das Produzieren, Verarbeiten und Vermarkten für die unmittelbare Versorgung mit einem Zustand gleichgesetzt, der aus Arbeitslosigkeit, Obdachlosigkeit oder Unterdrückung folgt.

## Freiwillig gewählte Armut
Relative und vereinzelt sogar absolute Armut muss nicht immer unfreiwillig erlitten werden. Sie kann sogar als Tugend aufgefasst werden, etwa im Kontext der Askese. Die Gründe können religiöser oder philosophischer Art sein. Manche vertreten und praktizieren auch aus Gründen der Gesundheit oder der ökologischen bzw. sozialen Nachhaltigkeit Konzepte eines einfachen Lebens bzw. eines Lebens in Bescheidenheit. Armut kann auch zelebriert und als eine Art Imponierverhalten offen gezeigt werden.

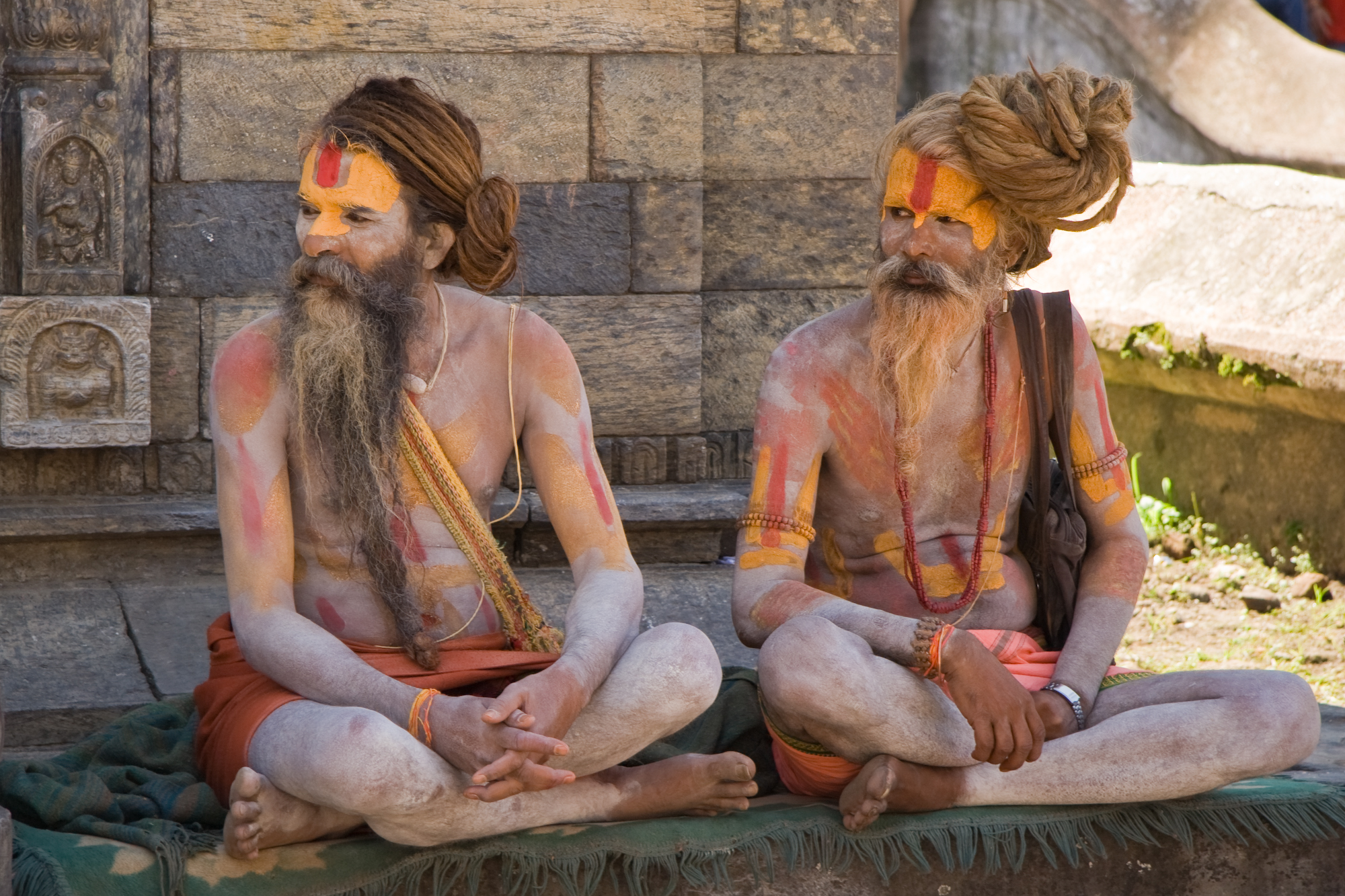
Sadhus (hinduistische Bettelmönche) in Kathmandu

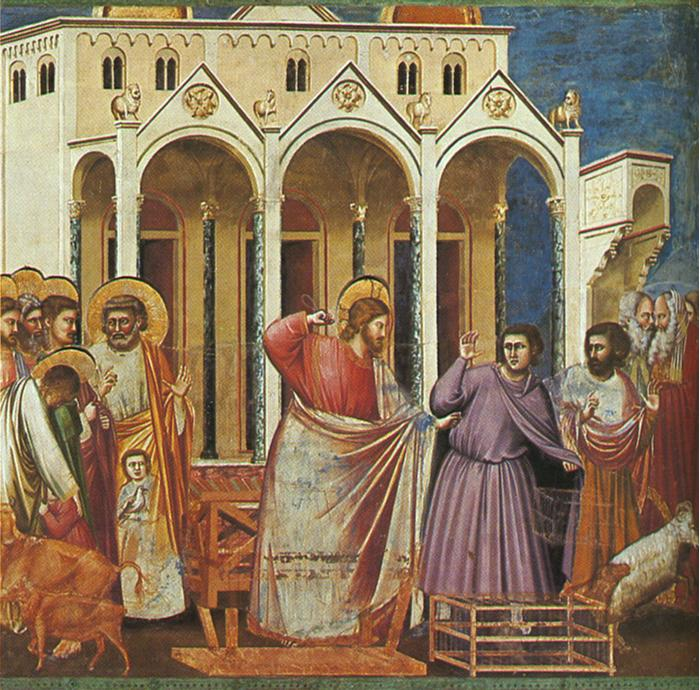
Giotto di Bondone – Christus vertreibt die Händler aus dem Tempel (Tempelreinigung).

Zahlreiche bedeutende Religionen wie der Hinduismus, das Christentum, der Buddhismus und der Islam kennen den freiwilligen Verzicht auf irdische Güter. Jesus Christus lebte in freiwillig gewählter Armut. Armut wird im Gleichnis vom Nadelöhr zeitweise als zwingende Heilsvoraussetzung interpretiert: „Wie schwer ist es für Menschen, die viel besitzen, in das Reich Gottes zu kommen! […] Eher geht ein Kamel durch ein Nadelöhr, als dass ein Reicher in das Reich Gottes gelangt.“ (Mk 10,23-25 ).
Andere, wie der heilige Franziskus von Assisi, der aus einem reichen Elternhaus kam, ein Leben in evangelischer Armut gelobte und so einen Bettelorden begründete, folgten dem Beispiel Jesu Christi. Seit der Antike wählten insbesondere Eremiten und Jungfrauen, später Mönche und Nonnen ein Leben in selbstverpflichteter Armut. Ordensleute der katholischen und anglikanischen Kirche legen Ordensgelübde ab, mit dem sie auf persönliche Einkünfte und eigenes Vermögen verzichten. Die Armut ist einer der drei evangelischen Räte, die mit den Seligpreisungen der Bergpredigt begründet werden. In der christlichen Lyrik des Mittelalters wird Armut teilweise in die Nähe von Freiheit und Gotteserleben gerückt, Reichtum dagegen in die Nähe von Knechtschaft und Entfremdung von Gott. Typisch dafür ist das Lob der Armuth des Lyrikers Iacopone da Todi aus dem Bettelorden der Franziskaner.
Rainer Maria Rilke dichtete 1903 Armut ist ein großer Glanz aus Innen. Armut soll jedoch auch einen tieferen Zugang zu anderen – Menschen ermöglichen: Während von Reichen automatisch die Hartherzigkeit und die Habgier befürchtet werden, kann sich der freiwillig Arme ganz auf das Erleichtern der seelischen Armut bzw. der Verkündigung des Weges zum seelischen Heil konzentrieren, ohne den Vorwurf verborgener materieller Eigensucht fürchten zu müssen.

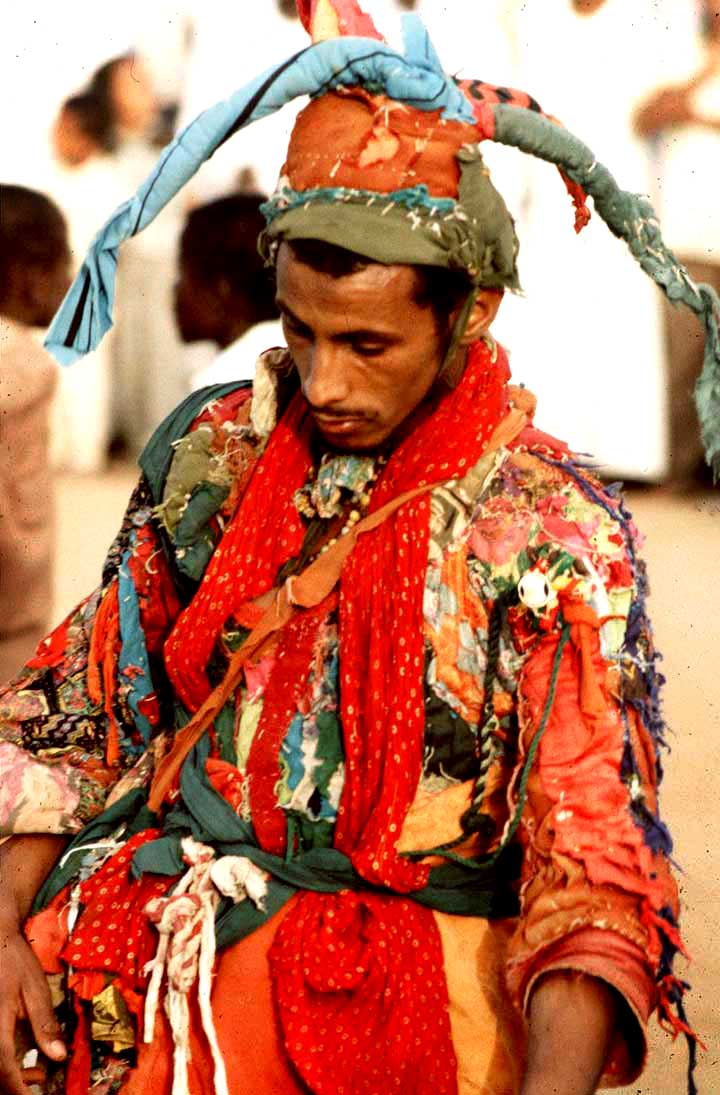
Tanzender Derwisch in der Rolle des Armen und Außenseiters in einem religiösen Ritual. Omdurman, Sudan

Faqr (Armut) ist ein Zentralbegriff des Sufismus. Die Autoren sind sich jedoch uneinig darüber, ob Armut materielle Armut beinhaltet oder ausschließlich im übertragenen Sinne als Bedürftigkeit Gott gegenüber zu verstehen ist. Auf jeden Fall wird Anhaftung an das Eigentum als schädlich betrachtet, da dadurch der Verzicht und das Teilen schwerfällt. Diese Geisteshaltung wird als Hindernis auf dem Weg zu Gott betrachtet. Zahlreiche Derwische entscheiden sich für ein Leben in Armut und Askese.
Ähnliche Vorstellungen finden sich in einigen Richtungen der Philosophie. Der Kynismus (griech. κυνισμός, kynismós, wörtlich „die Hundigkeit“ im Sinne von „Bissigkeit' und „Herrenlosigkeit“, von κύων, kyon „der Hund“) ist eine philosophische Richtung der griechischen Antike und wurde von Antisthenes im 5. Jahrhundert v. Chr. begründet. Kernpunkt der Lehre ist die Bedürfnislosigkeit bei gleichzeitiger Ablehnung materieller Güter. Die Scham vor als natürlich empfundenen Gegebenheiten (z. B. vor Entblößung) – gerade auch bei „nackter“ Armut – wurde ebenfalls verworfen. Diese Einstellung zeigten sie kompromisslos. Oft lebten Kyniker von Almosen.
Als Stoa (griech. stoá, Στοά) wird eines der wirkungsmächtigsten philosophischen Lehrgebäude in der abendländischen Geschichte bezeichnet. Tatsächlich geht der Name (griechisch στοὰ ποικίλη – „bemalte Vorhalle“) auf eine Säulenhalle auf der Agora, dem Marktplatz von Athen, zurück, in der Zenon von Kition um 300 v. Chr. seine Lehrtätigkeit aufnahm. Ein besonderes Merkmal der stoischen Philosophie ist die kosmologische, auf Ganzheitlichkeit der Welterfassung gerichtete Betrachtungsweise, aus der sich ein in allen Naturerscheinungen und natürlichen Zusammenhängen waltendes göttliches Prinzip ergibt. Für den Stoiker als Individuum gilt es, seinen Platz in dieser Ordnung zu erkennen und auszufüllen, indem er durch die Einübung emotionaler Selbstbeherrschung sein Los zu akzeptieren lernt und mit Hilfe von Gelassenheit und Seelenruhe zur Weisheit strebt. Stoiker lehnen materiellen Besitz ab und preisen die Bedürfnislosigkeit.

## Geographie der Armut

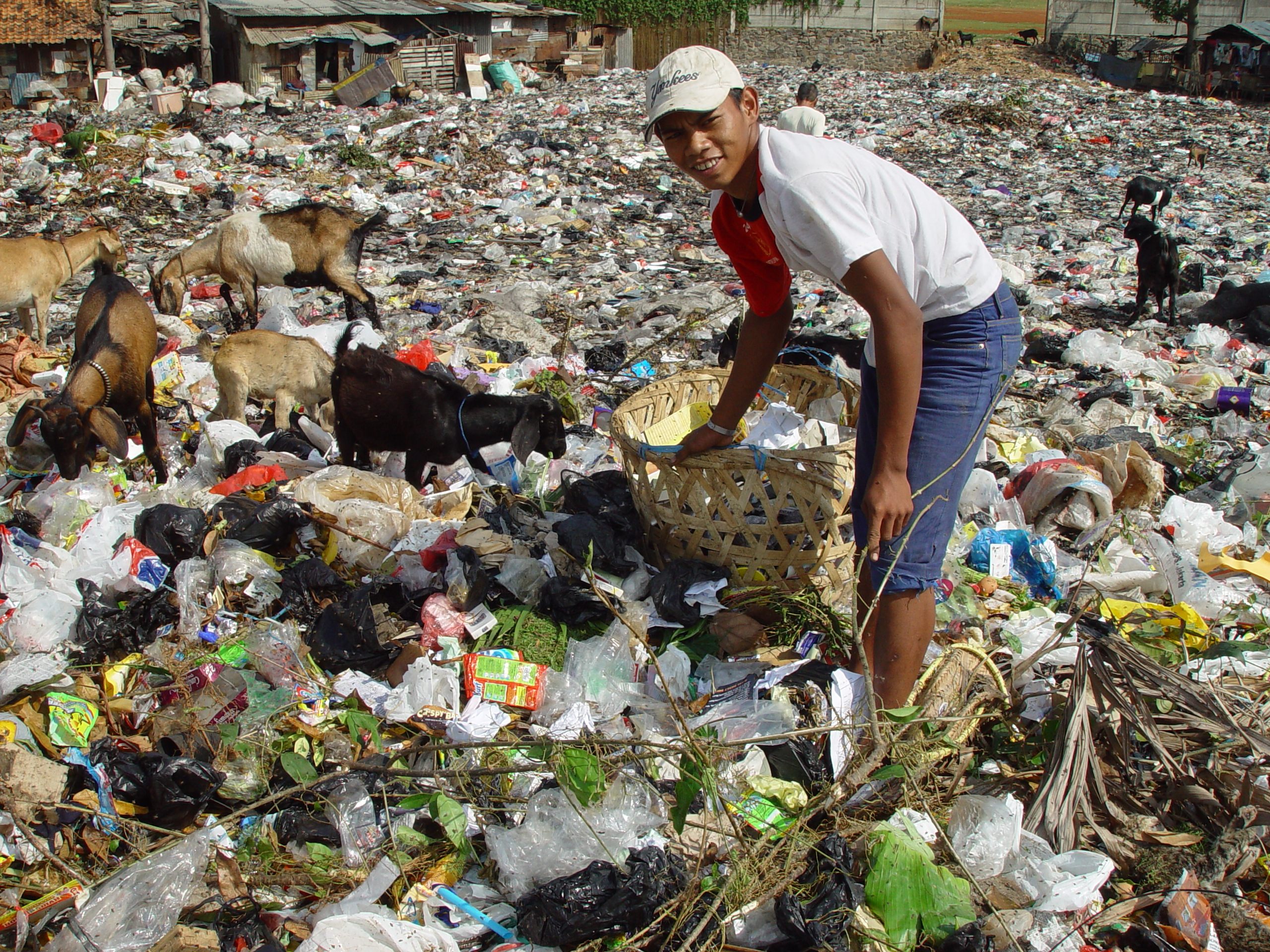
Slum-Bewohner in Jakarta

Im Jahr 2001 hatten nach Angaben der Weltbank 21 % der Weltbevölkerung weniger als ein US-Dollar, 50 % weniger als zwei US-Dollar in lokaler Kaufkraft pro Tag zur Verfügung und galten damit als extrem arm.
Die Mitglieder der UN haben sich beim Millenniumsgipfel im Jahr 2000 auf das Ziel geeinigt, bis zum Jahr 2015 die Zahl derer, die weniger als 1 US-Dollar am Tag haben, zu halbieren (Punkt 1 der Millenniums-Entwicklungsziele).
Die größte Zahl armer Menschen lebt in Asien. In Afrika ist der Anteil der Armen an der Bevölkerung überdurchschnittlich hoch. Während durch einen wirtschaftlichen Aufschwung in Teilen Asiens der Anteil der Armen deutlich zurückging (in Ostasien von 58 auf 16 Prozent), hat sich in Afrika die Zahl der Ärmsten erhöht (in Afrika südlich der Sahara von 1981 bis 2001 fast verdoppelt). In Osteuropa und Zentralasien wurde eine Zunahme der extremen Armut auf 6 Prozent der Bevölkerung errechnet.
Im Juli 2023 meldete der ORF: „In den vergangenen Jahren sind 165 Millionen Menschen weltweit einem UNO-Bericht zufolge zusätzlich unter die Armutsgrenze gerutscht.“

## Ursachen
Es gibt in der Wissenschaft verschiedene Theorien darüber, was die Ursache der (wirtschaftlichen) Armut sei. Generell wird zwischen der Soziologie der Armut, die vor allem die Ursachen der Armut ergründen will, und der Armutsforschung unterschieden, die den Armen helfen will, ihr Leben zu verbessern.
In seiner Arbeit „Theories of the Cause of Poverty“ beschreibt David Brady drei grundsätzliche Herangehensweisen bei der Erklärung von Armut:
- verhaltensbasierte Erklärungen: Das individuelle Verhalten von Personen, beeinflusst durch kulturelle Faktoren und Anreize – darunter auch Fehlanreize – verursacht das Leben in Armut.
- strukturelle Erklärungen: Die Demographie und der Arbeitsmarkt verursachen Armut.
- politische Erklärungen: Machtverhältnisse und Institutionen verursachen Armut.

Dabei kann keine der drei Ansätze das Entstehen und die Existenz von Armut vollständig erklären. Studien mit Fokus auf das individuelle Verhalten prüfen oftmals keine alternativen Erklärungen. Strukturelle Armutsforschung hingegen untersucht häufig den Zusammenhang zwischen strukturellen Faktoren und Verhaltensweisen, aber kaum jemals den direkten Zusammenhang zwischen Strukturen und Armut. Auch politische Ansätze sind unbefriedigend; so gibt es etwa nur eine schwache Beziehung zwischen der Macht von linksstehenden Parteien beziehungsweise Gewerkschaften, und dem Ausmaß der Armut.

### Ursachen für die Armut von Ländern

#### Geodeterminismustheorie
Die Geodeterminismustheorie geht davon aus, dass die Armut eines Landes durch seine ungünstige geographische Lage bedingt sei. Als wichtiger Faktor wird das Klima genannt.
Neben dem Klima jedoch ist unter anderem der Anschluss ans Weltmeer eine Grundvoraussetzung, um aktiv am Welthandel teilzunehmen. Länder wie Tschad in Zentralafrika haben keinen Zugang zum Meer, was als einer der Gründe angesehen wird, weshalb es dort eine hohe Armut gibt. Diese Länder werden als Landlocked Developing Countries bzw. Entwicklungsländer ohne Meereszugang bezeichnet. Zugleich gibt es sehr hoch entwickelte Binnenländer wie die Schweiz.
Weitere Faktoren sind der Zugang zu fruchtbarem Land, frischem Wasser, Energie und natürlichen Ressourcen. Eine Landesform, die Kommunikation zulässt, ist ebenso wichtig. So wurde zum Beispiel im Afrika südlich der Sahara die Kommunikation mit dem Rest der Welt durch die Wüste Sahara und das Weltmeer erschwert. Das sei einer der Gründe dafür, warum es in Subsahara-Afrika nur wenige Technologien gebe.

#### Ressourcenfluchtheorie

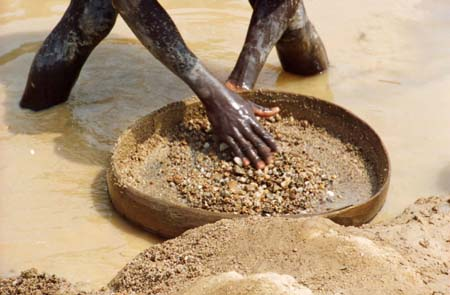
Diamantenschürfen in Sierra Leone

Jeffrey Sachs, Andrew Warner und Richard Auty gehen davon aus, dass es einen Ressourcenfluch gebe. In armen Ländern profitiert die Bevölkerung oft nicht von den eigenen Ressourcen, wie zum Beispiel vom Erdöl. Die Ressourcen werden von einer kleinen korrupten Elite und Unternehmern aus Europa und den USA ausgebeutet. Es kommt zu Umweltzerstörung und bewaffneten Konflikten um die Ressourcen. Die Folge davon ist größere Armut. Aus diesem Zusammenhang stammt auch der Begriff Blutdiamanten. Er wurde im Zusammenhang mit der Verwicklung von Diamanten und den Bürgerkriegen in Sierra Leone, Liberia, Angola und dem Kongo geprägt, wo Diamanten genutzt wurden, um Truppen zu finanzieren und so zur Verlängerung des Konfliktes beigetragen haben.

#### Demographische Theorien

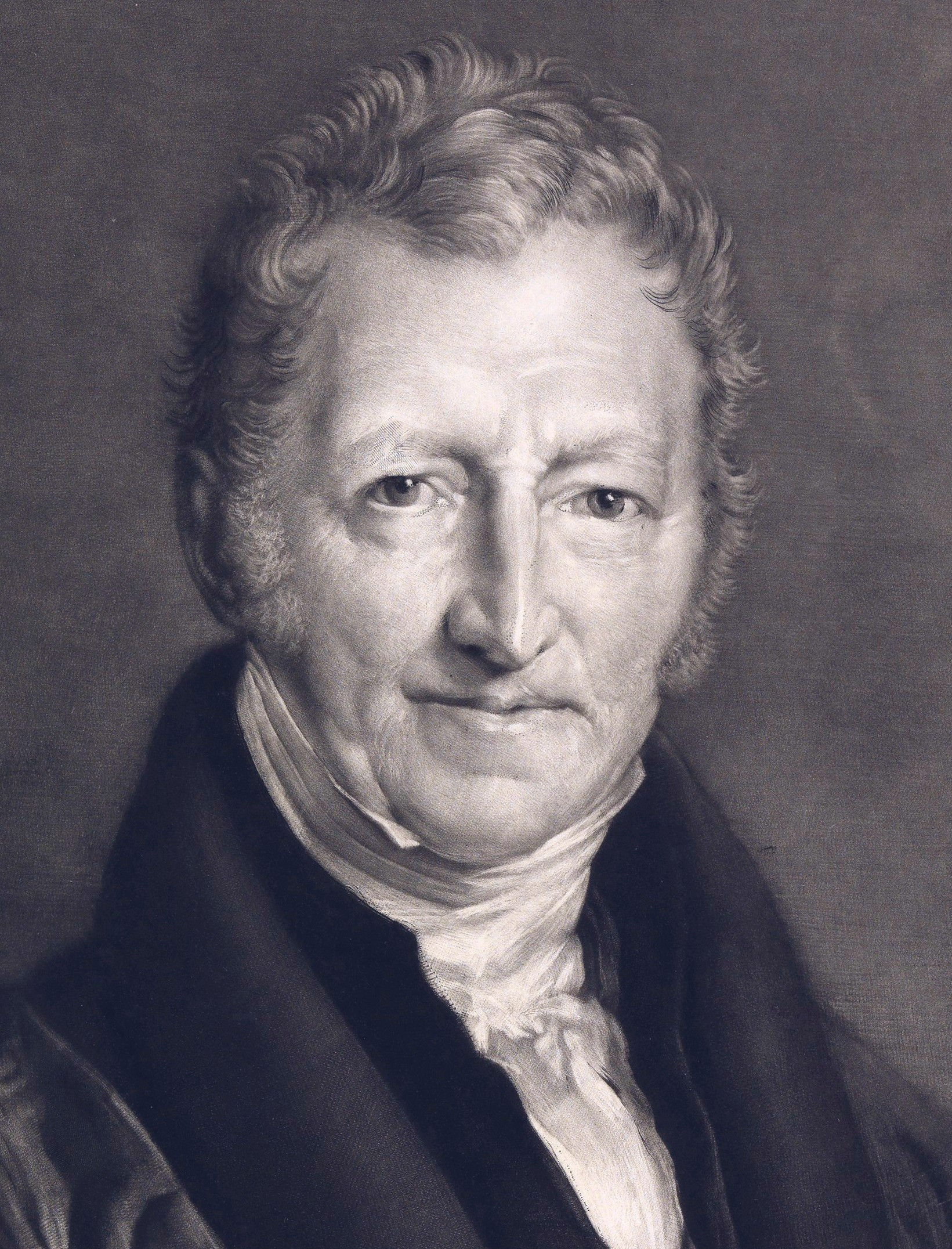
Thomas Malthus

Anhänger demographischer Theorien sehen das Bevölkerungswachstum als Grund für Armut und Unterentwicklung. Der erste Anhänger demographischer Theorien war Thomas Robert Malthus. Malthus hatte den Zusammenhang zwischen Bevölkerungswachstum und Hungersnöten im historischen Europa studiert. Er ging davon aus, dass die Bevölkerungszahl eines Landes exponentiell steige, die Nahrungsmittelproduktion in derselben Zeit aber nur linear. Wenn ein Anwachsen der Bevölkerung nicht verhindert werden könne, so werde es zu Hungersnöten kommen. Durch diese werde die Bevölkerung reduziert, fange jedoch nach Abklingen der Hungersnot wieder an zu wachsen, bis es dann zur nächsten Hungersnot komme. Auf Grund dieser Überlegungen rief Malthus zur Abstinenz auf.
Heute sehen die meisten Entwicklungshilfeorganisationen eher Verteilungsungerechtigkeit statt Überbevölkerung als Ursachen für Armut und Hunger.
Von Kritikern wird jedoch eingewandt, dass die Industrieländer die wirklich überbevölkerten seien. Menschen in den Industrieländern würden weit mehr zum Verbrauch nicht erneuerbarer Ressourcen und zum weltweiten CO2-Ausstoß beitragen. Die Menschen in den Entwicklungsländern hingegen müssten die Konsequenzen für den Lebensstil im Westen tragen, da sie sich schlechter gegen die Auswirkungen des Klimawandels wehren könnten.
Auch wird darauf hingewiesen, dass oft die Armut selbst der Grund für hohe Kinderzahlen sei. Umfragen haben gezeigt, dass die Frauen in den Entwicklungsländern oft mehr Kinder bekommen, als sie sich wünschen. Viele Frauen gaben an, verhüten zu wollen, wenn sie die Möglichkeiten dazu hätten. Hier setzen Organisationen wie zum Beispiel die Deutsche Stiftung Weltbevölkerung an, die Familienplanungs- und Aufklärungsprojekte fördern.

#### Stufen- bzw. Modernisierungstheorien

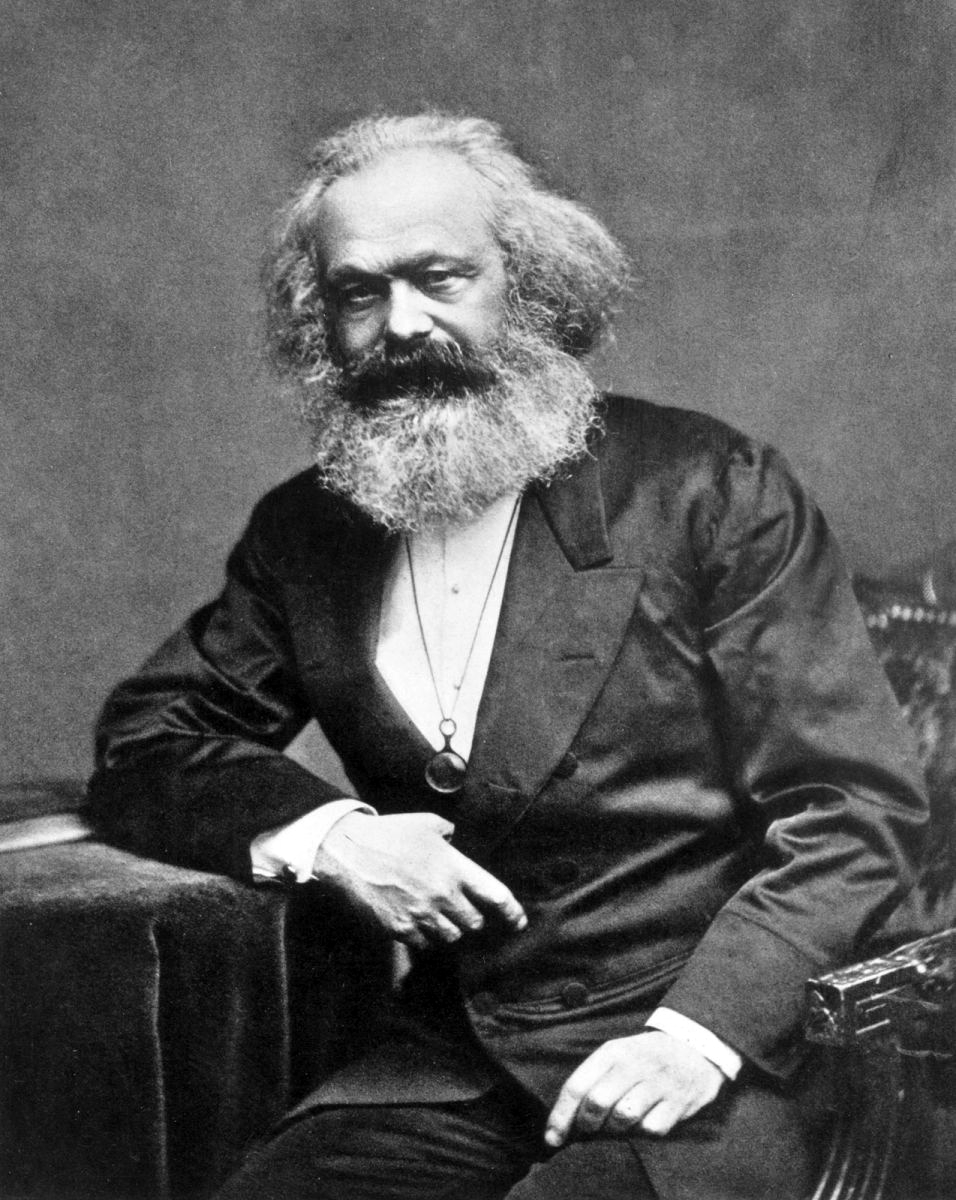
Karl Marx (1875)

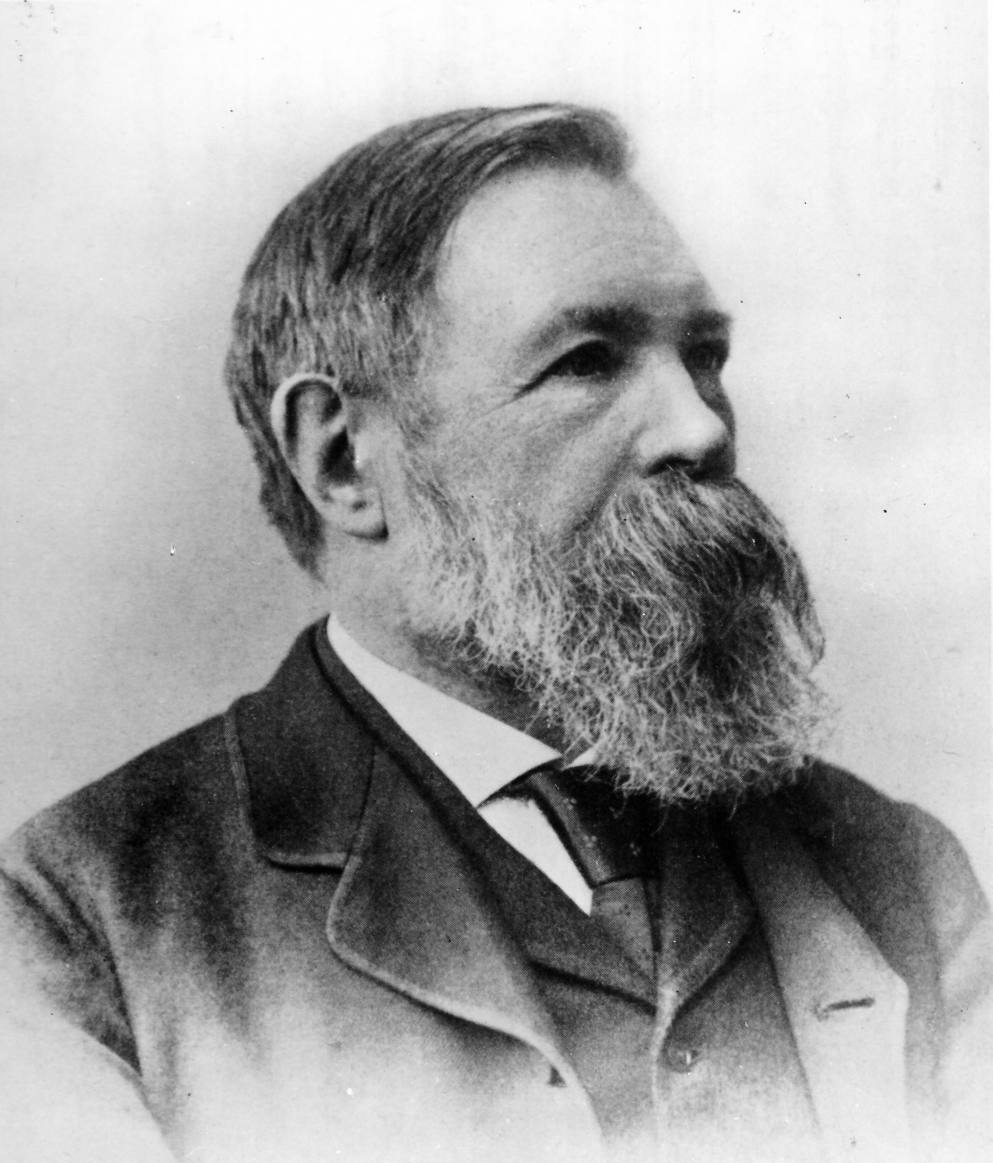
Friedrich Engels (1891)

Stufentheorien gehen davon aus, dass Armut eine normale Entwicklungsphase einer jeden Gesellschaft sei, die schlussendlich überwunden werde (vgl. Fortschritt).
Karl Marx war der Ansicht, dass es aufgrund gegensätzlicher ökonomischer Interessen zum Klassenkampf komme. Im Rahmen der Klassenkämpfe könnten die Ausgebeuteten (Sklaven, Bauern oder Proletarier) sich revolutionär erheben. Indem in einer gesetzmäßigen Kette solcher Revolutionen das „letzte Gefecht“ mit einem Sieg der Arbeiterklasse gegen die Kapitalisten ende, ende auch die Ausbeutung überhaupt und es komme zur klassenlosen Gesellschaft, das „Reich der Freiheit“, wo es keine Armut durch Ausbeutung mehr gebe. Diesen Gedankengang proklamierten Karl Marx und Friedrich Engels im Manifest der kommunistischen Partei.
Zu den Stufentheorien der Armut zählen auch die Modernisierungstheorien. Diese sehen als Grund für Armut und Unterentwicklung endogene Faktoren traditioneller Gesellschaften wie z. B. mangelnde Investitionsneigung, Korruption, Misswirtschaft, Mangel an Good Governance. Die Überwindung der Armut erfordere einen Prozess der technischen, organisatorischen und kulturellen Modernisierung. Zu den bekanntesten Modernisierungstheoretikern zählt Walt Whitman Rostow. In seinem Werk The Stages of Economic Growth: A Noncommunist Manifesto beschreibt er die Abfolge von fünf Stufen der wirtschaftlichen Entwicklung. Eine traditionelle Gesellschaft entwickelt sich danach im Anschluss an einen Take off zur Reife und zur Gesellschaft des Massenkonsums.
Die vorgenannten wirtschaftsbasierten Theorien setzen allerdings eine konsumistische und eurozentrische Definition von Armut voraus (s. o.). Sie berücksichtigen nicht, dass viele traditionelle indigene Gemeinschaften eine vollkommen andere Auffassung von Armut haben, die z. B. nicht am Umfang des Privateigentums gemessen wird. Demnach beginnt die Entwicklung nicht mit Armut, sondern – im Gegenteil – mit der ursprünglichen Wohlstandsgesellschaft (nach Marshall Sahlins), die von weitgehender Bedürfnisbefriedigung und reichlich arbeitsfreier Zeit für alle Menschen gekennzeichnet war. Zudem widerspricht den Theorien die Tatsache, dass die Spanne zwischen Arm und Reich in marktwirtschaftlichen Gesellschaften größer ist als bei vielen traditionellen Wirtschaftsweisen.

#### Teufelskreis der Armut

Darstellung des/der Teufelskreis(e) der Armut, wie sie in Schulbüchern oft anzutreffen ist

Die Meinung, dass es einen Teufelskreis (vicious circle) der Armut gäbe, ist in der Wissenschaft oft zu hören. Demnach kommt es vor, dass Arme, wenn sie sehen, dass sie mit ihren begrenzten Mitteln ihre Ziele nicht erreichen, dem Fatalismus verfallen. Dieser Fatalismus führt zu größerer Armut. Als Vertreter dieser Theorie sind Robert K. Merton und Mario Rainer Lepsius zu nennen. Einschlägig sind auch die Arbeiten von Oscar Lewis. Lewis erforschte die Lebensbedingungen in lateinamerikanischen Slums. Für eines der kulturellen Milieus, das er dort vorfand, prägte den Begriff „culture of poverty“. Laut Lewis ist die Lebensweise der Mitglieder der Kultur der Armut von Fatalismus einerseits und dem Streben nach sofortiger (oft sogar verschwenderischer) Bedürfnisbefriedigung andererseits geprägt. Diese Lebensweise sei einerseits Reaktion auf die Armut, führe aber andererseits zu noch größerer Armut. Lewis betont jedoch auch, dass nicht jeder Arme Mitglied einer Kultur der Armut sei, sondern unter den Armen auch andere kulturelle Milieus existierten.
Das mexikanische Oportunidades-Programm beruht auf dem Konzept der „Kultur der Armut“ und ist zum Teil sehr erfolgreich. So werden zum Beispiel arme Eltern dafür bezahlt, dass sie ihren Nachwuchs in die Schule schicken, statt ihn auf den Feldern arbeiten zu lassen. Durch das Programm ist die Quote der armen Kinder, die eine Schule erfolgreich abschließen, stark angestiegen. Neuere Studien stellen aber klar, dass dieser Effekt zu einem beträchtlichen Anteil durch die Geldzahlung, also die finanzielle Ermöglichung des Schulbesuchs, und nicht durch die Bedingung entsteht.

### Gründe für die Armut einzelner (Personen)gruppen innerhalb einer Gesellschaft
Auch die Gründe für die Armut einzelner Personengruppen in ansonsten wohlhabenden Gesellschaften sind in der Wissenschaft umstritten.

#### Strukturelle Theorien
Als strukturelle Theorien werden Theorien bezeichnet, die den Grund für Armut in der Struktur der Gesellschaft sehen. Laut den Strukturtheoretikern kann Armut durch gesellschaftliche Veränderungen bekämpft werden.

##### Kultur der Armut

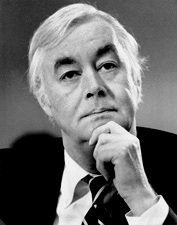
Daniel Patrick Moynihan

Nach Oscar Lewis ist die Lebensweise der Mitglieder der Kultur der Armut von Denk- und Handlungsmustern geprägt, die von Generation zu Generation innerhalb der kulturellen Einheit weiter vererbt würden. Diese Kultur sei zwar einerseits eine funktionale Reaktion auf die Lebensbedingungen in der Armut, aber andererseits schade sie den Armen auch. Kennzeichnend seien zerbrochene Familien. Das Sexualleben beginne früh und man heirate aufgrund mündlicher Übereinkunft. Die Frauen würden oft von ihren Männern geschlagen und zahlreiche auch verlassen. Den Mittelpunkt der Familie bilde die (oft alleinerziehende) Mutter mit ihren Kindern. Diese Kultur der Armut zeichne sich dadurch aus, dass die Armen nach sofortiger Befriedigung ihrer Bedürfnisse strebten. Sie seien nicht in der Lage, ein Bedürfnis zurückzustellen, um später davon zu profitieren.
So investierten die Armen zum Beispiel nicht in ihre Ausbildung und auch nicht in die Ausbildung ihrer Kinder. Das führe dazu, dass auch die nächste Generation arm sein werde. Um diese im Sozialisationsprozess verwurzelte Kultur aufzubrechen, reiche materielle Unterstützung nicht aus: „The elimination of physical poverty per se may not eliminate the culture of poverty which is a whole way of life“. Die einzige Möglichkeit, die Armut zu beenden, ist laut Lewis eine von außen kommende Intervention, etwa durch kompensatorische Erziehung, Sozialarbeit oder psychotherapeutische Betreuung.
Daniel Patrick Moynihan sah den Zerfall der Familie als Grund für Armut. Er beklagte die hohe Anzahl alleinerziehender Mütter unter Afroamerikanerinnen, welche deviante Werte an ihre Kinder weitergeben würden. So käme es dazu, dass ihre Kinder (welche ansonsten zu Mitgliedern der Mittelschicht werden könnten) zu Mitgliedern der Armutsschicht würden.

##### Marxismus
Laut Karl Marx entstehen durch die Einrichtung von Eigentum und die damit einhergehende Trennung von Bedürfnis und Mittel zu dessen Befriedigung zwei gesellschaftliche Klassen: Bourgeoisie und Proletariat. Die Bourgeoisie zeichnet sich dadurch aus, dass sie bereits über Eigentum verfügt, also Produktionsmittel wie zum Beispiel Land, Fabriken oder auch Geld zur Produktion von weiterem Eigentum anwenden kann. Der Proletarier zeichnet sich durch seine prinzipielle Eigentumslosigkeit aus, er ist getrennt von allen Mitteln zur Bedürfnisbefriedigung und hat auch keinen Zugriff auf Produktionsmittel, mit denen er Eigentum schaffen könnte. In dieser Situation ist er dazu gezwungen, sich vom Bourgeois zur Mehrung dessen Reichtums benutzen zu lassen, gegen Lohn. Der Proletarier schafft also Eigentum, aber fremdes, von dem er getrennt ist (das ihm nicht gehört). Als Proletarier ist er ausgeschlossen vom Reichtum der Gesellschaft, also arm. Und gerade indem er arbeitet, verstärkt er seine Armut (bzw. seinen sozialen Ausschluss).

##### Freiwirtschaft
„Reichtum und Armut gehören nicht in einen geordneten Staat“ – mit dieser Aussage fasste der Wirtschafts- und Sozialreformer Silvio Gesell seine Überzeugung zusammen, dass Reichtum stets Armut erzeugt. Reichtum, so Gesell, entstehe im Wesentlichen durch leistungslose Einkommen zu Lasten Armer durch Zins und Zinseszins, sowie durch Bodenspekulation.

##### Diskriminierungstheorien
Als weiterer Grund für Armut bestimmter Personengruppen wird Diskriminierung genannt. Diskriminierung kann entweder direkt oder auch indirekt sein.
Von direkter Diskriminierung spricht man, wenn jemand wegen bestimmter Merkmale (wie etwa ethnische Zugehörigkeit, Schichtzugehörigkeit und so weiter) in seinen Möglichkeiten an Geld zu kommen eingeschränkt ist. Ein Beispiel für direkte Diskriminierung wäre eine Stellenanzeige mit dem Zusatz Bewerbungen von Arbeiterkindern/Ausländern/Frauen/Juden zwecklos. In den meisten Ländern ist das heute selten. Als häufiger gilt die indirekte oder mittelbare Diskriminierung. Nach einer Definition der Europäischen Union liegt eine mittelbare Diskriminierung vor,
[…] wenn dem Anschein nach neutrale Vorschriften, Kriterien oder Verfahren bestimmte Personen aufgrund ihrer Rasse oder ethnischen Herkunft, ihrer Religion oder Weltanschauung, einer Behinderung, ihres Alters oder ihrer sexuellen Ausrichtung in besonderer Weise benachteiligen können.
Als Beispiel für eine solche Diskriminierung wird oft das Arbeitsverbot gegen Frauen mit Kopftuch diskutiert.
Pierre Bourdieu nannte die Diskriminierung aufgrund eines bestimmten Habitus als Beispiel für indirekte Diskriminierung. Personen mit dem Habitus der Arbeiterklasse seien in den europäischen Gesellschaften benachteiligt.

##### Wandel der wirtschaftlichen Struktur
Die Theorie des wirtschaftlichen Strukturwandels besagt, dass es durch Verschiebungen in der wirtschaftlichen Struktur in einigen Ländern zu Arbeitslosigkeit und Armut komme, denn es würden immer mehr Jobs für Geringqualifizierte wegfallen, da sie ins Ausland verlagert würden oder von Maschinen übernommen würden. Gleichzeitig würde aber das Bildungsniveau der Bevölkerung nicht stark genug ansteigen. In den 1970er Jahren waren in Westdeutschland nur 5 % der Menschen ohne Berufsausbildung arbeitslos, heute sind es ungefähr 20–25 %.
Siehe auch: Outsourcing in Niedriglohnländer

##### Strukturfunktionalismus und individualistische Theorien
Strukturfunktionalisten wie Herbert Gans sind der Meinung, dass Armut eine gesellschaftliche Funktion erfüllt. Aus diesem Grund trachtet jede Gesellschaft danach, ihre Armen zu haben. Laut Gans dienen die Armen als abschreckendes Beispiel und als Sündenböcke. So helfen sie, die dominante Kultur und Ideologie einer Gesellschaft zu erhalten.
Individualistische Theorien sehen den Grund für die Armut in den Defiziten der Armen selbst. Diese Defizite werden entweder als angeboren oder als erworben angesehen.

##### Theorie der erlernten Hilflosigkeit
Der Psychologe Martin Seligman stellte die These auf, dass die Armen unter erlernter Hilflosigkeit litten. Ihre Lebensumstände verleitet sie dazu, persönliche Entscheidungen als irrelevant wahrzunehmen. Laut Seligman betrachten Personen in einem Zustand der erlernten Hilflosigkeit Probleme als persönlich, generell oder permanent:
- persönlich – sie sehen (in) sich selbst als das Problem;
- generell – sie sehen das Problem als allgegenwärtig und alle Aspekte des Lebens betreffend;
- permanent – sie sehen das Problem als unabänderlich.

Daraus zögen sie die Schlussfolgerung, dass es nichts bringe, etwas gegen ein Problem zu unternehmen, und unternähmen nichts. Erlernte Hilflosigkeit komme in allen Schichten vor, sei jedoch in den unteren Schichten besonders häufig. Das sei so, weil die Leute dieser Schichten mehr negative Erfahrungen als die aus höheren Schichten machten. Erlernte Hilflosigkeit könne jedoch überwunden werden. Der Betroffene müsse sich klarmachen, dass er unter erlernter Hilflosigkeit leide, und dass er über Handlungskompetenzen verfüge und sein Leben selbst in die Hand nehmen könne. Dabei könne die Verhaltenstherapie helfen.

##### Armut durch schlechten Charakter
Der US-amerikanische Politologe Charles Murray war früher der Meinung, dass Armut sich durch den schlechten Charakter der Armen erklären lasse. In seinem Buch Losing Ground teilt Murray Arme in zwei Klassen ein: die „working class“ und die „underclass“. Die letztere wird von ihm auch als „dangerous class“ („gefährliche Schicht“) oder „undeserving poor“ (Übersetzung in etwa: „Arme, die es nicht verdient haben, dass man ihnen hilft“) bezeichnet. Diese „undeserving poor“ zeichnen sich laut Murray durch mangelnde Selbstdisziplin aus. Sie hätten nicht den Ehrgeiz, ihren Lebensunterhalt durch Arbeit zu verdienen, sondern lebten lieber von Almosen. Die underclass habe sich als Reaktion auf zu hohe Sozialleistungen entwickelt. Einige Leute hätten die Sozialhilfe zu ihrem Lebensstil gemacht. Des Weiteren sei es durch Sozialleistungen für alleinerziehende Mütter zu einem Zerfall der Familie gekommen. Frauen würden bewusst die alleinerziehende Mutterschaft wählen, um möglichst viel Sozialleistungen zu empfangen. Als natürlichen Feind der „undeserving poor“ sieht Murray die „working class“ an, denn diese finanzierten den Lebensstil der underclass; was aber noch schlimmer sei: Die underclass verdürbe durch ihren Lebensstil die Kinder der arbeitenden Klasse, die die falschen Werte der underclass übernähmen. Später gelangte Murray zu der Auffassung, dass Armut vor allem durch niedrige Intelligenz zustande käme.

## Folgen der absoluten Armut in den Entwicklungsländern

### Unterernährung
Etwa 852 Millionen Menschen weltweit hungern. Davon leben 815 Millionen in den Entwicklungsländern. In den Entwicklungsländern sterben rund 11 Millionen Kinder unter fünf Jahren pro Jahr – das sind 30.000 Kinder pro Tag. Ungefähr die Hälfte der Kindersterblichkeit geht auf Unterernährung (von Mutter und Kind) zurück. (Siehe auch: Recht auf angemessene Ernährung)

### Einschränkung der Lebenserwartung

AIDS ist für eine rückläufige Lebenserwartung in einigen südafrikanischen Staaten verantwortlich (Quelle: World Bank World Development Indicators, 2004).

Die durchschnittliche Lebenserwartung in den Entwicklungsländern (Sambia 62 Jahre, Berechnung von 2020) ist in der Regel kürzer als in den entwickelten Ländern (Norwegen 78,9 Jahre).
Einer der Gründe dafür ist AIDS. In Sambia haben 16,5 Prozent der Bevölkerung eine HIV-Infektion, in Simbabwe 25 Prozent. Als einer der Gründe für die AIDS-Pandemie wird Armut gesehen.
Doch ist nicht nur Armut einer der Gründe für AIDS, sondern auch die AIDS-Epidemie einer der Gründe für Armut. Die Krankheit vermindert die Arbeitskraft der Betroffenen. AIDS tötet vor allem die mittlere Generation und lässt alte Menschen und Kinder zurück. Dadurch fehlen Arbeitskräfte. Wertvolle Kenntnisse in Handwerk und Landwirtschaft können nicht mehr an die nächste Generation weitergegeben werden.

### Einschränkung der kindlichen Entwicklung
Armut führt zu schlechter Gesundheitsvorsorge und mangelhafter Ernährung. Das wiederum wirkt sich nachteilig auf die geistige, motorische und sozial-emotionale Entwicklung aus. Die betroffenen Kinder sind weniger leistungsfähig, erzielen später ein schlechtes Einkommen und können schlechter für ihre eigenen Kinder sorgen. So entsteht ein Teufelskreis. Weltweit sind 219 Millionen Kindern unter fünf Jahren durch Armut kognitiv eingeschränkt. Das sind 39 Prozent aller Kinder dieser Altersgruppe in den Entwicklungsländern. In Afrika sind es gar 61 %.

### Armut und Bürgerkriege
Studien zeigen, dass in armen Ländern häufiger Bürgerkriege ausbrechen als in reichen. Statistisch betrachtet lässt ein Einbruch des Wirtschaftswachstums um fünf Prozent die Wahrscheinlichkeit eines bewaffneten Konflikts um 50 Prozent ansteigen.

### Armut und Umweltzerstörung
Armut ist in vielen Teilen der Welt auch eine der wichtigsten Ursachen für Gefährdung und Zerstörung der Natur. Denn gerade die in der Armut begründeten schwerwiegenden Nöte und Probleme lassen den Umweltschutz in den Hintergrund treten. Die für den Schutz mitunter notwendigen finanziellen Mittel können in Regionen mit großer Armut nicht aufgebracht werden. Klaus Töpfer, der Leiter der UNO-Umweltbehörde UNEP, bezeichnete Armut als „das größte Gift für die Umwelt“; Erfolge im Umweltschutz setzten eine Bekämpfung der Armut voraus.
Gleichzeitig besteht auch eine umweltbezogene Ungerechtigkeit. Arme sind häufiger die Opfer von Umweltbeeinträchtigungen und -zerstörungen (z. B. in New Orleans durch den Hurrikan Katrina), ihnen stehen aber gleichzeitig weniger Bewältigungsmöglichkeiten zur Verfügung.

### Armut und Bildungsbenachteiligung
Armut führt auch zu Bildungsbenachteiligung, indem der Zugang zu Bildungsmöglichkeiten erschwert wird, etwa dadurch, dass Schul- und Studiengebühren nicht bezahlt werden können oder nötige Bildungsmittel wie Schreibgerät oder Bücher nicht finanziert werden können. Umgekehrt verhindert die fehlende Bildung auch wieder den Ausbruch aus den ärmlichen Verhältnissen.

## Folgen relativer Armut in entwickelten Ländern

### Politische Ungleichheit
Politische Gleichheit ist eine der Voraussetzungen für Demokratie: Jeder Bürger sollte im Idealfall die gleiche Stimme haben. Obwohl es für eine Regierung unmöglich ist, die Präferenz jedes Bürgers jederzeit zu berücksichtigen, sollte es aus demokratischer Sicht keine systematische Ungleichheit geben, wessen Stimme gehört wird. Eine Analyse von 25 europäischen Ländern zeigt jedoch, dass es kaum eine Gleichheit der Stimmen speziell bei der Frage der gesellschaftlichen Umverteilung bzw. des Wohlfahrtstaates gibt. Die Einstellung von Gruppen mit niedrigerem Einkommen ist in der Regel unterrepräsentiert, während Gruppen mit höherem Einkommen überrepräsentiert sind. Ferner stellte die Studie fest, dass diese unterschiedliche Repräsentation, gerade dann ausgeprägter ist, wenn die Vorlieben von Arm und Reich stärker voneinander abweichen. Wenn diese Präferenzen nicht übereinstimmen, tendieren die Regierungen dazu, den Präferenzen der Reichen mehr zu folgen als denen der Armen.
Nicht nur in wirtschaftlichen Fragen, sondern generell bei politischen Entscheidungen werden in Deutschland die Präferenzen von sozialen Gruppen unterschiedlich stark berücksichtigt laut einem Forschungsbericht von 2016 im Auftrag des Bundesministeriums für Arbeit und Soziales. Ausgewertet wurden dabei Daten aus der Zeit zwischen 1998 und 2015. Es zeigt sich ein deutlicher Zusammenhang von politischen Entscheidungen zu den Einstellungen von Personen mit höherem Einkommen, aber keiner oder sogar ein negativer Zusammenhang für die Einkommensschwachen.

### Psychische Gesundheit
In der Forschung gibt es unterschiedliche Modelle wie Armut und psychische Gesundheitsprobleme zusammenhängen. Die Hypothese der sozialen Selektion geht davon aus, dass Menschen mit psychischen Gesundheitsproblemen aufgrund ihrer Psychopathologie und der Unfähigkeit, von ihnen erwartete Rollenverpflichtungen zu erfüllen, an sozioökonomischem Status verlieren. Umgekehrt besagt die Hypothese der sozialen Kausalität, dass sozioökonomische Entbehrungen darauf folgende psychische Gesundheitsprobleme verursachen. Eine Übersichtsstudie verglich Untersuchungen zu dieser Frage bei Kindern und Heranwachsenden. Sechs Studien stützten dabei die Hypothese der sozialen Kausalität, zwei die der sozialen Selektion. Insgesamt deuteten die Ergebnisse auf einen engen Zusammenhang zwischen sozialen Ursachen und Selektionseffekten hin, wobei zunächst ein niedriger sozioökonomischer Status erheblich zum Auftreten von psychischen Problemen beiträgt. Das Nichterholen von diesen Problemen führt dann zu einem Rückgang des sozioökonomischen Status im Erwachsenenalter.

## Konzepte zur Bekämpfung der Armut

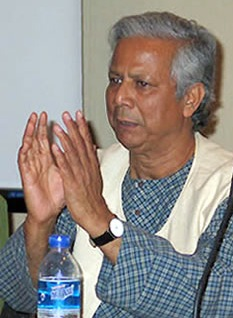
Muhammad Yunus (Dezember 2004)

### Unternehmerische Armutsbekämpfung
Das Konzept Base (oder Bottom) of the Pyramid (BoP) beschreibt in der Managementliteratur Geschäftsmodelle und Ansätze zur erfolgreichen Einbindung bisher weitgehend vernachlässigter Bevölkerungsschichten in unternehmerische Wertschöpfungsketten. Als „Base of the Pyramid“ wird dabei zunächst der unterste Teil der Welteinkommenspyramide beschrieben. Diese „Ärmsten der Welt“ sollen im Rahmen der handlungsleitenden Elemente des BoP-Konzeptes in die unternehmerische Wertschöpfung als Kunden, Lieferanten, Distributeure o. Ä. integriert werden. Grundgedanke ist, dass sich auf diese Weise die Verfolgung unternehmerischer Chancen zielgerecht mit dem Bemühen langfristiger Armutsbekämpfung verbinden lässt.
Der Friedensnobelpreisträger und Ökonom Muhammad Yunus schlägt des Weiteren vor, neben rein den Profit (exakter: die Eigenkapitalrendite) maximierenden Unternehmen auch soziale Unternehmen einzuführen, deren Ziel es nicht ist, Profit zu erwirtschaften, sondern die Welt positiv zu verändern. Investoren in diese Firmen bekämen später ihr Geld zurück, jedoch ohne Dividende. Stiftungsaktivitäten von bestehenden Firmen könnten so in diese Richtung gelenkt werden. Nach Yunus wäre das eine Lösung im Kampf gegen die Armut, die nach ihm den Weltfrieden bedroht.

### Konzepte zur Unterstützung armer Bevölkerungsgruppen in reichen Ländern

#### Selbsthilfe der Betroffenen
Die Art von Selbsthilfe gegen materielle Armut, die Betroffenen möglich ist, hängt von den persönlichen Kompetenzen und der Lebenssituation ab.
Bob Holman weist darauf hin, dass so genannte Nachbarschaftsgruppen (neighbourhood groups) eine wichtige Form der Selbsthilfe armer Menschen sind. Beispiele dafür wären von Armen betriebene Jugendclubs oder von Armen betriebene Kreditinstitute, die Armen Geld leihen. Eine Selbsthilfegruppe armer Migranten, die ihren Kindern Deutsch beibringen, ist HIPPY.
Diese Art der Armutsbekämpfung bietet den Vorteil, dass sie von den Armen selbst ausgeht. Sie kann die Teilnehmer stärken, ihnen Selbstwertgefühl verleihen und die Auswirkungen der Armut lindern.
Zu den Möglichkeiten der Selbsthilfe zählt die Suche nach zusätzlichem Einkommen – etwa das Bemühen um einen Arbeitsplatz beziehungsweise eine Beförderung, dem Aufbau einer selbständigen Tätigkeit oder die Aufnahme einer Nebentätigkeit. In Deutschland stieg laut der Bundesagentur für Arbeit die Zahl der sozialversicherungspflichtig Beschäftigten mit zusätzlicher geringfügiger Beschäftigung von 2003 bis 2007 bundesweit um zwei Drittel auf 2,1 Millionen; ein Großteil von ihnen benötige das Geld für den täglichen Lebensunterhalt.
Zu den Möglichkeiten zählt anderseits auch äußerste Sparsamkeit, etwa Verzicht auf alles Entbehrliche, evtl. auf Privatauto und teure technische Geräte im Allgemeinen, das Inkaufnehmen von Zeitaufwand anstelle von Kosten (beispielsweise Do it yourself anstelle von Handwerkerdiensten), eine auf Sparsamkeit ausgerichtete Auswahl von Einkaufsmöglichkeiten, etwa Discounter, Secondhandläden und Kindersachenflohmärkte, sowie Teilnahme an Nachbarschaftshilfe oder Tauschringen.
Auch die Wahrnehmung von Beratungsangeboten – Einzelfallhilfe wie gegebenenfalls Schuldnerberatung oder andere Formen der Sozialberatung – kann ein Schritt zur Selbsthilfe sein. Langfristige Selbsthilfe geschieht auch durch die Erweiterung persönlicher Kompetenz, insbesondere durch Bildung bzw. Weiterbildung.
Die Hilfe zur Selbsthilfe wird als wichtiges Element sozialer Unterstützung hervorgehoben, so auch im § 1 Absatz 1 des Ersten Buches Sozialgesetzbuch:
„Das Recht des Sozialgesetzbuchs soll zur Verwirklichung sozialer Gerechtigkeit und sozialer Sicherheit Sozialleistungen einschließlich sozialer und erzieherischer Hilfen gestalten. Es soll dazu beitragen, ein menschenwürdiges Dasein zu sichern, gleiche Voraussetzungen für die freie Entfaltung der Persönlichkeit, insbesondere auch für junge Menschen, zu schaffen, die Familie zu schützen und zu fördern, den Erwerb des Lebensunterhalts durch eine frei gewählte Tätigkeit zu ermöglichen und besondere Belastungen des Lebens, auch durch Hilfe zur Selbsthilfe, abzuwenden oder auszugleichen.“

#### Politische Strategien
Strategien zur Bekämpfung der Armut hängen entscheidend davon ab, was man als die Ursache der Armut annimmt. Folgende sind die häufigsten Strategien um die Armut zu bekämpfen:
- Armutsbekämpfung durch finanzielle Zuwendungen

Ein in vielen Ländern verwendetes Mittel sind Sozialversicherungen, die in Notsituationen eingreifen. Weitere Ideenbeispiele sind die Sozialhilfe. Ein in Deutschland, Österreich, der Schweiz, den USA diskutiertes und in Namibia erprobtes Instrument zur praktischen Aufhebung von Armut ist ein bedingungsloses Grundeinkommen. Kritisch ist gegen solche Ansätze anzuwenden, dass sie ausschließlich die finanzielle Dimension von Armut berücksichtigen. Die Zuweisung eines Grundeinkommens führt nicht zwangsläufig dazu, dass sich die Kompetenzen der Lebensbewältigung verbessern und eigene Aktivitäten zur Steigerung der Bildungsaktivitäten entstehen. Aus diesem Grund plädieren Wissenschaftler wie der Berliner Sozialwissenschaftler Klaus Hurrelmann dafür, zusätzlich zu finanziellen Zuwendungen Anreize für eine aktive eigene Lebensgestaltung durch eine erhöhte Bildung zu fördern oder sogar einen Teil der finanziellen Zuwendungen davon abhängig zu machen, dass Bildungs- und Qualifikationsaktivitäten aufgenommen werden, um den „deprivierten Lebensstil mit passivem Verhalten und starken Minderwertigkeitsgefühlen“ abzubauen.

Die Einführung eines Aktivitätseinkommens («revenu universel d’activité» im Unterschied zum «Revenu d'inactivité» – französisch für Arbeitslosengeld – oder dem Revenu de solidarité active) soll mehr Bürgerschaftliches Engagement ermöglichen, den sozialen Zusammenhalt stärken und die Ideale von Gleichheit und Brüderlichkeit – (Liberté), égalité, fraternité – einlösen. In der Zivilgesellschaft wird auch ein Basiseinkommen für alle Bürger diskutiert, nachdem im September 2018 unter der Präsidentschaft von Emmanuel Macron ein umfangreicherer Plan zur Überwindung der Armut mit Bündelung der bisherigen Sozialleistungen in Frankreich vorgestellt worden war. Stark kritisiert werden jedoch Sanktionen für Arbeitslose, die Verpflichtung zur Arbeitssuche und wenn durch die Geldzahlung „miese Arbeit“ akzeptiert werden muss. In Frankreich leben rund 8,8 Millionen Menschen unterhalb der Armutsgrenze. Das in Frankreich geplante „Aktivitätseinkommen“ steht zwar allen Bürgern zu, ist jedoch kein bedingungslos an alle ausgezahltes Grundeinkommen (BGE). Der Sozialist Benoît Hamon hatte bei seiner Kandidatur ein Grundeinkommen für Geringverdiener geplant.
- Armutsbekämpfung durch kompensatorische Maßnahmen

Zu solchen umfassenden Strategien gehören unter anderem „kompensatorische“ Maßnahmen. Sie gehen von der Erkenntnis aus, dass Kinder in armen Familien wenige Bildungsanregungen erhalten. In armen Familien ist „die tägliche Auseinandersetzung mit wirtschaftlichen Problemen entwürdigend und Kräfte raubend“, und deshalb versäumen es Mütter und Väter, ihren Kindern eine Zukunftsperspektive zu erschließen. Durch Familienschulungen, Beratungen und so weiter wird versucht, die Defizite auszugleichen. Hauptziel der kompensatorischen Erziehung ist es, kognitive Fähigkeiten und schulische Leistungen der in Armut aufwachsenden Kinder zu fördern. So will man erreichen, dass die nächste Generation nicht arm bleibt. Kritiker der kompensatorischen Erziehung erheben den Vorwurf, dass das Kind der Mittelschicht hier als Vorbild genommen werde. Es werde versucht arme Kinder zu Mittelschichtskindern umzuerziehen. Das Arbeiterkind werde seiner Lebenswelt entfremdet.
Weitere kompensatorische Maßnahmen sind etwa Elternkurse, Elternschulungen, Mentorenprogramme und ähnliches.
Oft wird kritisiert, dass die Schule zu kurz wäre. Arme Kinder kämen mit Defiziten in die Schule und die Halbtagsschule wäre nicht in der Lage diese auszugleichen. Gefordert wird eine Schule mit einem ganztägigen Programm, das „unterrichtliche, erzieherische sowie sozialpädagogische Aktivitäten und Maßnahmen“ (Palentien 2005, S. 164) einschließt. In Deutschland sind solche Programme selten. In anderen Ländern existieren jedoch zahlreiche. Das bekannteste Programm sind hier die 21st Century Community Learning Centers. Doch hat dieses Programm auch dazu geführt, dass Nachmittagsbetreuung in den Schulen heute teilweise im kritischen Licht gesehen wird, weil sie insgesamt zu keiner Verbesserung der schulischen Leistungen führte, jedoch zu verstärkten Verhaltensproblemen. Lediglich für die Gruppe der Grundschüler, die anfangs jedoch sehr schlechte Leistungen zeigten, konnte eine kleine Verbesserung in den Kompetenzen im Fach Englisch gezeigt werden.
- Armutsbekämpfung durch Zwangsmaßnahmen

König Friedrich II. auf einer seiner Inspektionsreisen, begutachtet den Kartoffelanbau; Gemälde von 1886

Mit dem Übergang von vormodernen zu neuzeitlichen Gesellschaften änderte sich die Einstellung zur Armut. „Arme Gottes“ galten durchaus als natürlich und deren Unterstützung, Almosengabe gilt in vielen Religionen als religiöse Pflicht. Im Bereich des Islams wird die Zakāt bis heute als ein wichtiges Mittel zur Linderung von Armut betrachtet, weil durch sie angehäufter Reichtum eingesammelt und umverteilt wird. In Europa wird Armut seit der Renaissance zunehmend als Last aufgefasst, schon früher vorhandene Einrichtungen der Armenfürsorge blieben zwar erhalten, zunehmend wurden aber Zwangsmaßnahmen zur Armutsbekämpfung eingesetzt.
In Preußen erließ Friedrich der Große am 24. März 1756 eine Circular-Ordre, die den Kartoffelanbau anordnete, um der Verarmung durch den Getreidewucher nach Missernten gegenzusteuern (vgl. Kulturgeschichte der Kartoffel).
Doch stand im Europa des 17. und 18. Jahrhunderts das Arbeitshaus im Zentrum der Armutsbekämpfung. Vor allem in calvinistisch geprägten Gesellschaften herrschte die Auffassung vor, dass Armut selbstverschuldet sei und durch Faulheit komme. Arbeitshäuser dienten der Abschreckung und Umerziehung von Bettlern und Landstreichern. In Deutschland wurden Arbeitshäuser 1969 abgeschafft.
In Europa setzte sich im Zuge der Industrialisierung und der Auseinandersetzung um die Soziale Frage die Auffassung durch, dass Armut durch genossenschaftliche oder wohlfahrtspolitische Maßnahmen verringert werden könne. Armutsbekämpfung stand etwa im Vereinigten Königreich am Ausgangspunkt der modernen Sozialpolitik.
Siehe auch: Sozialgesetzgebung
Inzwischen wird die Wirksamkeit sozialpolitischer Armutsbekämpfung aber in vielen Industrieländern durch neue Erscheinungsformen von Armut in Frage gestellt. In der Wirtschaftswissenschaft wird nicht selten die These vertreten, dass auch eine zu hohe Staatsquote zu einem Ansteigen der Arbeitslosenquote führen kann (insbesondere in Westeuropa).
- Armutsbekämpfung durch politische Organisation

Die politische Geschichtsschreibung hat zahlreiche Belege für Selbstorganisation durch „Betroffene“ nachgewiesen, die ihrer prekären Situation nicht schutzlos ausgesetzt sein wollten und Formen kollektiver Organisation herbeiführten. Der italienische politische Theoretiker Antonio Gramsci spricht in diesem Kontext von „Subalternen“, also der Herrschaft Unterworfenen, die sich durch Zusammenschluss gegen eine vorherrschende Meinung (vgl. Hegemonie) wenden und den Eigenwert ihrer kulturellen Identität gegen eine als repressiv erfahrene Unterordnung behaupten sollen (vgl. kulturelle Hegemonie). Solche Organisationen können lokale Selbsthilfegruppen und Tauschringe sein (s. o.); mit der Industrialisierung geht nicht allein eine grundsätzliche Umformung bisheriger Identitäten einher und werden Bauern zu Landlosen, Tagelöhner zu Arbeitern, sondern auch der Wunsch, die eigene Existenz durch Schutzmaßnahmen vor Vernutzung und Vernichtung zu bewahren. Genossenschaften sorgen für den preiswerten Kauf lebenswichtiger Güter (Ernährung, Kleidung, aber auch Roh- und Hilfsstoffe für kleine Produzenten) (vgl. Genossenschaft). Gewerkschaften tragen gegenüber den industriellen Unternehmern die Forderung nach materieller Teilhabe und sozialen Schutzrechten vor. Schließlich folgen auch politische Parteien, die zu Beginn des bürgerlichen Parlamentarismus im 19. Jahrhundert die politische Partizipation von Arbeitern durch Arbeiter einfordern und die willkürliche Ausgrenzung ganzer Bevölkerungsteile anprangern. Hierzu wird auch ein als diskriminierend erfahrenes staatliches Recht kritisiert, das auf parlamentarischem Wege reformiert werden soll. Der hieraus erwachsene Streit zwischen reformorientierter Sozialdemokratie und revolutionärem, also auf Abschaffung des ungerechten Systems insgesamt zielenden Marxismus ist Auftakt für die Aufspaltung der politischen Arbeiterbewegung bis heute (vgl. Revisionismus). Politische Streiks und andere symbolische Aktionen sollen auf das Elend der Arbeiterklasse aufmerksam machen. Folgt man dem Wirtschaftshistoriker Karl Polanyi, so stellen diese Maßnahmen soziale Mechanismen der „Einbettung“ des liberalkapitalistisch verselbstständigten Marktes in die Gesellschaft dar.

## Armut im geschichtlichen Wandel

Arme Arbeiterfamilie 1902 in Hamburg

Die Situation für die Armen änderte sich rasch mit dem Aufkommen des Industriekapitalismus. Bevölkerungsentwicklung und Produktionsentfaltung gingen immer weiter auseinander, was Massenelend zur Folge hatte; die „soziale Frage“ stellte sich. Die aus dem Mittelalter überkommenen Hilfeleistungen, vor allem durch die Kirchen und das Almosen, reichten nun nicht mehr aus.

## Armut, Reichtum und Wertewandel
Ronald Inglehart stellte die These des Wertewandels auf. Nach Inglehart entwickeln Menschen während ihrer Jugend eine entweder materialistische oder postmaterialistische Einstellung. Seine Theorie besagt, dass bei steigendem Wohlstand einer Gesellschaft der Materialismus (z. B. Neigung zu Sicherheit und Absicherung der Grundversorgung) abnimmt, während der Postmaterialismus (z. B. Neigung zu politischer Freiheit, Umweltschutz) zunimmt. Zur statistischen Verifikation der Theorie wurde von Inglehart der sogenannte Inglehart-Index geschaffen. Dieser Index ist jedoch bei Sozialwissenschaftlern methodologisch umstritten. Zudem widerlegen empirische Studien die eindimensionale Entwicklung, die Inglehart vorhersagte (z. B. Klein 95). Nach Inglehart ist die heutige Generation postmaterialistischer als vorangegangene Generationen. Das rühre daher, weil sie in größerem Wohlstand aufgewachsen sei. Materialisten sind in der Regel Personen, die geringe formative Sicherheit (Ingleharts Wort für Armut) erlebt haben. Aus diesem Grund ist ihnen materieller Besitz wichtig. Sie neigen zu konservativen Werten, sind religiös und patriotisch. Das führt Inglehart darauf zurück, dass „absolute Werte“ wie Religion und Patriotismus Halt und Sicherheit bieten. In Armutssituationen ist das besonders wichtig. Abtreibungen und Homosexualität werden von ihnen abgelehnt. Postmaterialisten hingegen haben eine hohe formative Sicherheit erlebt. Materieller Besitz ist ihnen nicht wichtig. Stattdessen streben sie nach sozialen Beziehungen, Anerkennung und Selbstverwirklichung. Politisch stehen sie eher links und engagieren sich stark in den „neuen politischen Bewegungen“ wie der Anti-AKW-Bewegung, der Friedensbewegung oder der Umweltschutzbewegung. Inglehart erklärt den Wertewandel in der westlichen Welt (Niedergang von Religiosität und Patriotismus, Aufstieg neuer Werte wie Umweltschutz) dadurch, dass das Ausmaß der absoluten Armut abgenommen habe.
Helmut Klages war vor deutschem Hintergrund der Meinung, dass in Armut aufgewachsene Generationen eher zu Pflicht- und Akzeptanzwerten neigten. Zu den Pflicht- und Akzeptanzwerten zählen zum Beispiel Pflichterfüllung, Fleiß, Selbstlosigkeit und Hinnahmebereitschaft. In Reichtum aufgewachsene Generationen neigten eher zu Selbstverwirklichungswerten. Dazu zählen z. B. Spontaneität und Selbstverwirklichung.

## Studien
- Armutsbericht der Bundesregierung
- Die Arbeitslosen von Marienthal (Soziologischer Klassiker von Marie Jahoda, Paul Felix Lazarsfeld und Hans Zeisel zur Untersuchung der Folgen von Arbeitslosigkeit und Armut)
- Iowa Youth and Families Project (Studie über die Konsequenzen der Armut von Jugendlichen)

### Übersichten
- Kai Marquardsen: Armutsforschung.  Handbuch für Wissenschaft und Praxis. Nomos, Baden-Baden 2021, ISBN 978-3-8487-5853-1.[79]

### Zur „Bekämpfung“
- Wolfgang Ayaß: "Asozial“. Aufstieg und Niedergang eines Kernbegriffs sozialer Ausgrenzung, Freiburg i.Br. 2023. ISBN 978-3-7841-3682-0.
- Alexander Dill: Die Welt neu bewerten. Warum arme Länder arm bleiben und wie wir das ändern können.[80] oekom Verlag, München 2017, ISBN 978-3-86581-841-6.

### Zur Theorie
- Richard Albrecht: Pauper(ismus). Zur Geschichte und Aktualität eines Zentralaspekts von ´Neuer Armut´ und ´Arbeitenden Armen´. In: JahrBuch für Forschungen zur Geschichte der Arbeiterbewegung. 6, 2, 2007, S. 19–32. (kostenlose erweiterte Netzversion 2008).
- Uwe Bußmann, Robert Marc Panz, Silvia Schweighofer: The Fight Against Poverty – Policy Options and Reality. Diplomica Verlag, Hamburg 2011, ISBN 978-3-8428-6073-5.
- Elke Brüns (Hrsg.): Ökonomien der Armut. Soziale Verhältnisse in der Literatur. Fink, München 2008, ISBN 978-3-7705-4447-9.
- Glen Elder: Children in time and place: developmental and historical insights. Cambridge University Press, Cambridge 1993, ISBN 0-521-41784-8.
- Alban Knecht: Theoretische Konzepte, Indikatoren, qualitative und quantitative Forschung. (PDF; 881 KB)
- Charles Murray: Losing ground: American social policy, 1950–1980. Basic Books, New York 1984, ISBN 0-465-04231-7.
- Serge Paugam: Die elementaren Formen der Armut, Hamburger Edition, Hamburg 2008
- William Ryan: Blaming the victim. Pantheon Books, New York 1976, ISBN 0-394-72226-4.
- Ina Schildbach: Armut als Unrecht. Zur Aktualität von Hegels Perspektive auf Selbstverwirklichung, Armut und Sozialstaat. Zugleich Dissertation Universität Erlangen 2017. Transcript, Bielefeld 2018, ISBN 978-3-8376-4443-2.[81]
- Paul Tarmann: Der Armutsbegriff der Waldenser. Eine sozialphilosophische Annäherung. Frankfurt am Main u. a. 2010, ISBN 978-3-631-60203-4.
- Loïc Wacquant: Die Erfindung der »Unterklasse«: Eine Studie zur Politik des Wissens, Dietz, Berlin 2023

### Zur Empirie
- Deutsche Bundesregierung: Lebenslagen in Deutschland. Der dritte Armuts- und Reichtumsbericht der Bundesregierung (PDF) 2008.
- UNICEF: Child Poverty in Rich Countries. (PDF; 222 kB). UNICEF Innocenti Research Centre, Florenz 2005.
- Rudolf Strahm: Warum sie so arm sind. Arbeitsbuch zur Entwicklung der Unterentwicklung in der Dritten Welt mit Schaubildern und Kommentaren. Peter Hammer Verlag, Wuppertal 1985, ISBN 3-87294-266-2.
- Walter Eberlei: Afrikas Wege aus der Armutsfalle. Verlag Brandes & Apsel, Frankfurt am Main 2009.
- Lutz Holzinger, Hansjörg Schlechter: Das Gespenst der Armut. Reportagen und Analysen zur Kritik der sozialen Vernunft. Edition Steinbauer, Wien 2010, ISBN 978-3-902494-43-6.
- Eurobarometer-Studie zu Armut und Sozialer Ausgrenzung. Hrsg.: Europäische Union, Generaldirektion Beschäftigung, Soziales und Chancengleichheit, 2009. PDF (12 Seiten, 356 kB)
- Loïc Wacquant: Bestrafen der Armen: Zur neoliberalen Regierung der sozialen Unsicherheit, Barbara Budrich, Opladen, 2. durchges. Aufl. 2013
- Gerhard Willke: Armut – was ist das? Eine Grundsatzanalyse. Murmann Verlag, Hamburg 2011, ISBN 978-3-86774-126-2.

### Zur historischen (und regionalen) Entwicklung
- Ingomar Bog: Über Arme und Armenfürsorge in Oberdeutschland und in der Eidegenossenschaft im 15. und 16. Jahrhundert. In: Jahrbuch für Fränkische Landesforschung. Band 34/35, 1975, S. 983–1001.
- Martin Dinges: Stadtarmut in Bordeaux 1525–1675. Alltag, Politik, Mentalitäten (= Pariser Historische Studien. Band 26). Bouvier, Bonn 1988, ISBN 3-7928-0566-9. (Digitalisat)
- Bernhard Rathmayr: Armut und Fürsorge. Einführung in die Geschichte der Sozialen Arbeit von der Antike bis zur Gegenwart. Barbara Budrich, Leverkusen 2014, ISBN 978-3-8474-0161-2.
- Basilius Steidle: Die Armut in der frühen Kirche und im alten Mönchtum. In: Erbe und Auftrag. Jahrgang 41, 1965, S. 460–481; wieder abgedruckt in: Ursmar Engelmann (Hrsg.): Basilius Steidle 1903–1982. Beiträge zum alten Mönchtum und zur Benediktusregel. Jan Thorbecke Verlag, Sigmaringen 1986, S. 125–146.
- Wolfgang Wüst: Die gezüchtigte Armut. Sozialer Disziplinierungsanspruch in den Arbeits- und Armenanstalten der „vorderen“ Reichskreise. In: Zeitschrift des Historischen Vereins für Schwaben. Band 89, 1996, S. 95–124.